# 2019年コロナウイルス感染症の流行に対する日本の行政の対応
- 日本における新型コロナウイルス感染症の流行 > 日本の行政の対応
- 日本における新型コロナウイルス感染症による社会・経済的影響 > 日本の行政の対応

2019年コロナウイルス感染症の流行に対する日本の行政の対応（2019ねんコロナウイルスかんせんしょうのりゅうこうにたいするにほんのぎょうせいのたいおう）では、新型コロナウイルス感染症（COVID-19）の流行への日本の行政機関の対応について記述する。
政府は2020年4月以降、4回にわたって緊急事態宣言を発出した。また、2021年4月以降はまん延防止等重点措置を発出した。

## 社会政策と財政規模
各年度の日本における新型コロナウイルス感染症対策にかかわる主な施策・事業と、その財政規模は以下の通り。

### 2020年度
| 施策・事業                                                     | 支出額 (億円)     | 社会保障支出分類 (OECD定義) | 社会保障給付費 区分(ILO定義) |
| -------------------------------------------------------------- | ----------------- | --------------------------- | ---------------------------- |
| 雇用調整助成金（特例措置の拡大を含む）                         | 29,798            | 積極的労働市場政策          | 福祉その他                   |
| 新型コロナウイルス感染症緊急包括支援交付金（医療分）           | 24,677            | 保健                        | 医療                         |
| 新型コロナウイルス感染症緊急包括支援交付金（介護分）           | 4,153             | 保健                        | 福祉その他 （介護対策）      |
| 医療機関への医療用物資の確保・配布事業                         | 3,570             | 保健                        | 医療                         |
| 緊急雇用安定助成金                                             | 2,107             | 積極的労働市場政策          | 福祉その他                   |
| ひとり親世帯臨時特別給付金                                     | 1,802             | 家族                        | 福祉その他                   |
| 子育て世帯臨時特別給付金                                       | 1,495             | 家族                        | 福祉その他                   |
| 新型コロナウイルス感染症緊急包括支援交付金（障害分）           | 1,271             | 障害，業務災害，傷病        | 福祉その他                   |
| 新型コロナウイルス感染症対応休業支援金・給付金                 | 885               | 失業                        | 福祉その他                   |
| 生活困窮者自立相談支援事業費（住居確保給付金の支給を含む）     | 686               | 他の政策分野                | 福祉その他                   |
| 新型コロナウイルス感染症による小学校休業等対応助成金・支援金   | 575               | 家族                        | 福祉その他                   |
| 感染症予防事業費等負担金（感染症発生動向調査事業）             | （国庫負担額）514 | 保健                        | 医療                         |
| 新型コロナウイルス感染症緊急包括支援交付金（児童福祉施設等分） | 464               | 家族                        | 福祉その他                   |
| 検疫所における検疫・検査体制の強化                             | 439               | 保健                        | 医療                         |
| 新型コロナウイルス感染症患者の入院医療費等の公費負担医療       | 166               | 保健                        | 医療                         |

社会保障費用以外の支出には、以下が挙げられる。
- 1人あたり現金10万円の特別定額給付金（約12兆7千億円） [1]
- 中小企業への持続化給付金（約5兆6千億円） [1]
- 新型コロナウイルス感染症対応地方創生臨時交付金（約2兆6千億円） [1]
- 個人向け緊急小口資金等の特例貸付の実施（約1兆円） [1]
- 家賃支援給付金（約1兆円） [1]
- 介護施設等への布マスク配布（約280億円） [1]
- 全世帯への布マスクの配布（約260億円） [1]

### 2021年度
| 施策・事業 | 支出額 (億円) | 社会保障支出分類 (OECD定義) | 社会保障給付費 区分(ILO定義) |
| --- | ------------- | --------------------------- | ---------------------------- |
| 子育て世帯等臨時特別支援事業費補助金                                                                          | 29,106        | 家族                        | 福祉その他                   |
| 新型コロナウイルス感染症緊急包括支援交付金（医療分）                                                          | 28,998        | 保健                        | 医療                         |
| 雇用調整助成金                                                                                                | 21,759        | 積極的労働市場政策          | 福祉その他                   |
| 新型コロナウイルスワクチン接種体制確保事業費臨時補助金                                                        | 7,342         | 保健                        | 医療                         |
| ワクチン購入・流通費用（2021年度接種済み相当分）                                                              | 6,924         | 保健                        | 医療                         |
| 新型コロナウイルスワクチン接種対策費負担金                                                                    | 6,558         | 保健                        | 医療                         |
| 新型コロナウイルス感染症医療提供体制確保支援補助金                                                            | 3,485         | 保健                        | 医療                         |
| 医薬品買上費（新型コロナウイルス感染症治療薬分）                                                              | 2,827         | 保健                        | 医療                         |
| 感染症予防事業費等負担金（感染症発生動向調査事業）                                                            | 2,707         | 保健                        | 医療                         |
| 緊急雇用安定助成金                                                                                            | 2,064         | 積極的労働市場政策          | 福祉その他                   |
| 新型コロナウイルス感染症対応休業支援金・給付金                                                                | 1,944         | 失業                        | 福祉その他                   |
| 新型コロナウイルス感染症セーフティネット強化交付金 （低所得の子育て世帯に対する子育て世帯生活支援特別給付金） | 1,878         | 家族                        | 福祉その他                   |
| 検疫所における検疫・検査体制の強化                                                                            | 1,543         | 保健                        | 医療                         |
| 新型コロナウイルス感染症セーフティネット強化交付金                                                            | 710           | 他の政策分野                | 福祉その他                   |
| 医療用物資の備蓄等事業                                                                                        | 482           | 保健                        | 医療                         |
| 新型コロナウイルスワクチン接種体制確保事業                                                                    | 433           | 保健                        | 医療                         |
| 住居確保給付金                                                                                                | 233           | 住宅                        | 福祉その他                   |

2021年度はウイルス感染拡大の第4波～第6波の時期であり、政府は緊急事態宣言を二度出している。ワクチン接種が開始され、接種一回あたりのコストは2,725円と算出される。

### 2022年度
| 施策・事業 | 支出額 (億円) | 社会保障支出分類 (OECD定義) | 社会保障給付費 区分(ILO定義) |
| --- | ------------- | --------------------------- | ---------------------------- |
| 新型コロナウイルス感染症緊急包括支援交付金（医療分）                                                          | 33,330        | 保健                        | 医療                         |
| 雇用調整助成金                                                                                                | 7,856         | 積極的労働市場政策          | 市場政策                     |
| 新型コロナウイルス感染症治療薬の確保                                                                          | 6,958         | 保健                        | 医療                         |
| 新型コロナウイルスワクチン接種体制確保事業費臨時補助金                                                        | 5,754         | 保健                        | 医療                         |
| 子育て世帯等臨時特別支援事業費補助金（住民税非課税世帯等分）                                                  | 4,653         | 他の政策分野                | 福祉その他                   |
| 感染症予防事業費等負担金（感染症発生動向調査事業）                                                            | 4,621         | 保健                        | 医療                         |
| 新型コロナウイルスワクチン接種対策費負担金                                                                    | 4,370         | 保健                        | 医療                         |
| ワクチン購入・流通費用（各年度接種済み相当分）                                                                | 3,794         | 保健                        | 医療                         |
| 緊急小口資金等特例貸付事業（償還免除分）                                                                      | 3,179         | 他の政策分野                | 福祉その他                   |
| 新型コロナウイルス感染症対応検査促進交付金                                                                    | 1,881         | 保健                        | 医療                         |
| 新型コロナウイルス感染症セーフティネット強化交付金 （低所得の子育て世帯に対する子育て世帯生活支援特別給付金） | 1,551         | 家族                        | 福祉その他                   |
| 検疫所における検疫・検査体制の強化                                                                            | 1,303         | 保健                        | 医療                         |
| 新型コロナウイルス感染症患者の入院医療費等の公費負担                                                          | 1,103         | 保健                        | 医療                         |
| 新型コロナウイルス感染症抗原定性検査キットの確保                                                              | 1,069         | 保健                        | 医療                         |
| 新型コロナウイルス感染症対応休業支援金・給付金                                                                | 815           | 失業                        | 福祉その他                   |
| 緊急雇用安定助成金                                                                                            | 661           | 積極的労働市場政策          | 市場政策                     |
| 新型コロナウイルス感染症セーフティネット強化交付金                                                            | 560           | 他の政策分野                | 福祉その他                   |
| 新型コロナウイルス感染症による小学校休業等対応助成金・支援金                                                  | 449           | 家族                        | 福祉その他                   |
| 医療用物資の備蓄等事業                                                                                        | 326           | 保健                        | 医療                         |
| 新型コロナウイルス感染症医療提供体制確保支援補助金                                                            | 310           | 保健                        | 医療                         |
| 子育て世帯等臨時特別支援事業費補助金（子育て世帯分）                                                          | 264           | 家族                        | 福祉その他                   |
| 住居確保給付金                                                                                                | 140           | 住宅                        | 福祉その他                   |

## 感染症法上の位置付け
感染症法における扱いは以下の経緯を辿った。指定に応じて医師の届出義務の扱いも変化している。

### 2020年、指定感染症（二類相当）
2020年1月28日に新型コロナウイルス感染症を指定感染症として定める等の政令が制定され、感染症法6条8項の指定感染症に指定された。これにより同法12条の医師の届出義務規定について準用され、2020年2月4日からはCOVID-19は「厚生労働省令で定める場合を除き、医師は直ちに届け出る」群となった。

第一条　新型コロナウイルス感染症（病原体がベータコロナウイルス属のコロナウイルス（令和二年一月に、中華人民共和国から世界保健機関に対して、人に伝染する能力を有することが新たに報告されたものに限る。）であるものに限る。次条及び第三条（同条の表を除く。）において単に「新型コロナウイルス感染症」という。）を感染症の予防及び感染症の患者に対する医療に関する法律（以下「法」という。）第六条第八項の指定感染症として定める。
—新型コロナウイルス感染症を指定感染症として定める等の政令

### 2021年、新型インフルエンザ等感染症（二類相当）
2021年2月13日に新型インフルエンザ等対策特別措置法の一部を改正する法律が成立、新型インフルエンザ等対策特別措置法が改正。これにより2020年1月28日の政令は廃止され、COVID-19は感染症法において新型インフルエンザ等感染症（第6条第7項）扱いとなり、医師の届出義務においては直ちに報告するものとなった。

第一条の二　新型コロナウイルス感染症（病原体がベータコロナウイルス属のコロナウイルス（令和二年一月に、中華人民共和国から世界保健機関に対して、人に伝染する能力を有することが新たに報告されたものに限る。）であるものに限る。第三項において同じ。）については、新型インフルエンザ等対策特別措置法の一部を改正する法律（令和二年法律第四号。同項において「改正法」という。）の施行の日から起算して二年を超えない範囲内において政令で定める日までの間は、第二条第一号に規定する新型インフルエンザ等とみなして、この法律及びこの法律に基づく命令（告示を含む。）の規定を適用する。
—新型インフルエンザ等対策特別措置法の一部を改正する法律 (令和2年法律第4号)

### 2023年、五類感染症
2023年4月21日には新型インフルエンザ等対策特別措置法の改正案が可決、感染症法において、国民の生命及び健康に重大な影響を与えるおそれがある新型コロナウイルス感染症については「新型インフルエンザ等感染症（感染症法6条7項）」に位置づけることとし、COVID-19は2023年4月28日の厚生労働省令第七十四号により、五類感染症に変更された。

6条の７　この法律において「新型インフルエンザ等感染症」とは、次に掲げる感染性の疾病をいう。
三　新型コロナウイルス感染症（新たに人から人に伝染する能力を有することとなったコロナウイルスを病原体とする感染症であって、一般に国民が当該感染症に対する免疫を獲得していないことから、当該感染症の全国的かつ急速なまん延により国民の生命及び健康に重大な影響を与えるおそれがあると認められるものをいう。）
—感染症法

第一条　感染症の予防及び感染症の患者に対する医療に関する法律第六条第六項第九号（五類感染症）に規定する厚生労働省令で定める感染性の疾病は、次に掲げるものとする。
十五　新型コロナウイルス感染症（病原体がベータコロナウイルス属のコロナウイルス（令和二年一月に、中華人民共和国から世界保健機関に対して、人に伝染する能力を有することが新たに報告されたものに限る。）であるものに限る。以下同じ。）
—感染症法施行規則

## 政府

### 政府の経済対策
日本国政府は2020年の予算成立後、2度にわたる補正予算を成立させ、経済対策を打ち出した。

#### 第1次補正予算
4月30日に第1次補正予算案が成立した。与党（自民党と公明党）に加えて、立憲民主党、国民民主党、日本維新の会、日本共産党、社民党などが賛成したが、れいわ新選組は反対した。一般会計からの歳出の総額は25兆6914億円であり、補正予算の中では過去最大となる。全国民に一律10万円を給付する特別定額給付金などが含まれる。
消費者が外食や旅行に支払う費用の一部を、割引クーポンなどを用いて国が助成する制度を検討する。高齢者にはより高い補助率を設定し、一段の消費を促すことも検討している。
緊急事態宣言が出された2020年4月7日には事業規模約108兆円の緊急経済対策を決定した。その後、4月20日に10万円の給付を含めた経済対策を再度閣議決定をし、事業規模は117兆円に拡大した。この中には、2019年12月に決定した経済対策のうち未執行分（19.8兆円）、納税・社会保険料の支払いの猶予（26兆円）も含まれている。経済対策の真水部分の金額を問われた菅は「真水に確たる定義は無いと承知しているが、財政支出は39兆円である」と答弁した。
国民民主党の玉木雄一郎代表は「膨らし粉で膨らませたような経済対策」と非難した。上武大学教授で経済学者の田中秀臣は「日本経済の生命線を維持する真水の部分は必要額の半分にも満たないと予想される」と指摘した。また、自民党の議員連盟「日本の未来を考える勉強会」は首相官邸や党本部に若手議員50名超の賛同を得て「消費税ゼロ」「30兆円規模の真水投入」などの提言を行い、議員連盟の代表を務める安藤裕は政府の対応を「点数をつけるなら100点満点で10点」、経済対策についても「こんな対策しか作れないのなら与党でいる資格がない」と公然と非難した。安藤によれば、党の幹部も務める某議員に「損失補償・粗利補償をしないと潰れる会社が出て来る」と諫言したところ「これで持たない会社は潰すから」と返されたという。自由民主党政務調査会では若手議員が「休業補償を実施すべきだ」と主張したところ「働かざる者食うべからずだ」と新自由主義的自己責任論が多勢で、賛同者はほとんどいなかったという。
第1次補正予算は執行の遅さが目立ち、米国など海外と比べても遅いと報道された。

#### 特別定額給付金
当時の内閣総理大臣安倍晋三は2020年4月16日、経済対策として国民1人あたりに一律10万円を給付する考えを表明した。当初の「減収世帯に対して30万円を給付する」という補正予算案を、国会に提出する前に組み替えるという異例の事態となった。安倍は4月17日の記者会見で、「混乱を招いたことは私自身の責任。心からおわびを申し上げたい」と陳謝した。北海道東川町は先払いで支給を行った。

#### 第2次補正予算
5月27日、政府は第2次の補正予算案を閣議決定した。事業規模は約117兆円となるが、このうち「真水」は国費などとして計上された33兆円程度である。
6月12日、第2次補正予算が成立した。自民党・公明党の他、立憲民主党や国民民主党などの野党共同会派も賛成した。一般会計からの歳出の総額は31兆9114億円であり、補正予算の中では過去最大となる。
予備費は10兆円であり、これも過去最大の金額である。予備費が過去に例のない多額となったことに対して、与野党からは疑問の声が上がった。野党のみならず、自民党議員からも「財政民主主義に反する」との懸念が表明された。

#### 第3次補正予算
2020年12月15日、政府は第3次補正予算案を閣議決定した。翌2021年1月28日に成立した。

#### 臨時特別給付金
自民党と公明党は、年金受給者に対して一律5000円を給付する「臨時特別給付金」を提案した。2022年3月15日、自民党と公明党の幹事長・政務調査会長（茂木敏充・高市早苗・石井啓一・竹内譲）が内閣総理大臣の岸田文雄に対して、特別給付金に関する申し入れを行い、岸田も「政府としてしっかり対応したい」と応じた。
この案に、立憲民主党の蓮舫は参議院予算委員会で「今夏の参議院選対策だ。なぜ高齢者だけなのか」と批判し、日本維新の会の藤田文武は「政策合理性のない全くの愚策と断じざるを得ない」と批判した。日経新聞の編集委員は「この手の（年金の）減額隠しは年金制度そのものを脆弱にするリスクを孕む。2004年に始まったマクロ経済スライドがこれまでほとんど機能せず、現状でも年金の所得代替率は導入時の想定よりも高止まりしていて、年金財政の安定性が低下している」と批判した。
2022年3月29日、高市は給付金について白紙に戻して見直す考えを示した。

### 法律の改正
感染症法の改正に関して当初の与党案では、入院を拒否した感染者に対して刑事罰を導入するという規定を盛り込んでいた。2021年1月15日には改正案に対して厚生労働省の厚生科学審議会感染症部会で議論があり、議事録では反対または慎重論が多数であった。しかし25日の予算委員会では、厚生労働大臣田村憲久は議論の内容を「おおむね賛成という形でありました」と報告していた。共産党の小池晃・立憲民主党の長妻昭 は、部会での反対意見を踏みにじって法案を提出したとして批判した。なお、部会の総括コメントには事前に2種類のシナリオがあり、そのシナリオでは賛成反対のどちらの意見が多い場合でも政府案の国会提出を認めることになっていた。1月26日から二日間の修正協議で改正案から刑事罰は削除され行政罰に改められた。松本純・遠山清彦両氏が東京の銀座のクラブで飲食していたことが1月26日に発覚したことも、野党側の主張を全面的に受け入れて譲歩する一因となった。
2月4日、入院拒否及び療養施設からの脱走をした場合50万円以下の過料、濃厚接触者を調べる疫学調査の拒否に20万円以下の過料を盛り込んだ改正感染症法が自民、公明、立憲、維新が賛成、共産、国民が反対の賛成多数で成立した。

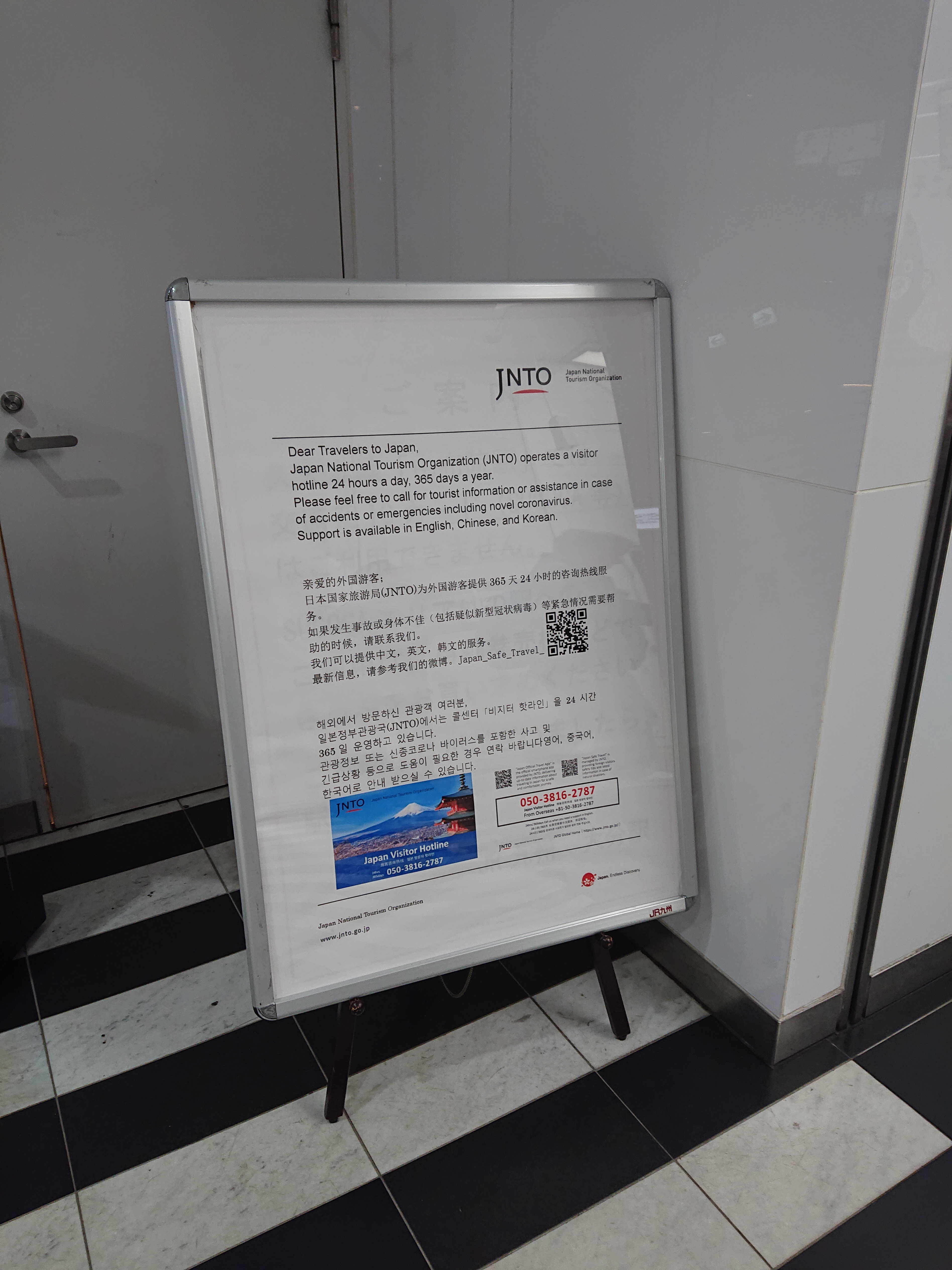
国土交通省・観光庁から日本観光振興協会を介し、コロナウイルス感染症の訪日観光客向けのコールセンターの案内をした掲示（JR九州大分駅にて）。

### 厚生労働省・検疫所
- 国立保健医療科学院を一時停留場所として提供[40]。
- 2020年2月13日、厚生労働省は、クルーズ船「ダイヤモンド・プリンセス号」の乗客について、80歳以上の高齢の乗客から順次、窓のない部屋と開閉できない窓しかない部屋で生活する乗客、基礎疾患などを抱えている乗客のPCR検査を実施し、陰性が確認された乗客本人が希望する場合は下船して政府が用意する宿泊施設で生活させる方針を発表した[41]。
- 2月14日、厚生労働省は新型コロナウイルス感染症により影響を受けた飲食店営業者、喫茶店営業者及び旅館業を営む者に対し、同月21日より「衛生環境激変対策特別貸付制度」を実施すると発表した[42]。
- 2月17日、厚生労働省は「新型コロナウイルス感染症についての相談・受診の目安」を公表した[43]。
- 3月22日、厚生労働省は「新型コロナウイルス感染症についての相談・受診の目安」を解説する文書を公表した[44]。
- 5月8日、厚生労働省は「新型コロナウイルス感染症についての相談・受診の目安」の改定を発表した。この際の記者会見で当時の厚生労働大臣加藤勝信は「受診の目安が基準のように誤解された」という趣旨の発言を行った[45]。

#### 国立感染症研究所
- 2020年4月28日に、「現在日本で流行しているウィルスは3月末に欧米から来た第二波である可能性が高い。ダイヤモンドプリンセスの株は見つかっておらず第一波の中国のも抑え込めていた」と発表した[46]。

### 防衛省・自衛隊

#### 2020年1月31日〜3月16日の自主派遣（第1回）
防衛省・自衛隊は新型コロナウイルス感染症対策が「都道府県知事等の要請を待ついとまがない」と認められることから、自衛隊法第83条第2項ただし書きに規定する災害派遣（自主派遣）に災害派遣活動を行った。「ダイヤモンドプリンセス」号支援ではのべ約2700名、帰国者支援ではのべ約2200名、のべ4900名が支援活動した。最大活動規模は陸上自衛官150名、予備自衛官最大50名程、艦船2隻の体制であった。主な出動部隊は陸上総隊司令部の下、対特殊武器衛生隊、東部方面衛生隊、第1後方支援連隊であり、自衛隊中央病院の医官・看護官・薬剤官らも派遣された。関東補給処用賀支処も物資支援を行った。
当時の防衛大臣河野太郎は「自衛隊から感染者を出すな」という大臣命令を下した。厚生労働省の基準ではマスク、手袋、ガウンのみが義務付けられていたが、自衛隊は独自判断で防護服を着用した。手袋も2重にし、防護服とのつなぎ目を粘着テープでふさいだ。船側は『乗客に不安を与える』と防護服着用を控えるよう依頼したが、隊員は防護服着用を続けた。他省庁・関連機関で業務従事者の感染が確認されたなか、自衛隊員は感染者を出すことなく災害派遣行動を完結した。3月16日、「ダイヤモンドプリンセス」号等への支援が終了したことから防衛大臣は、災害派遣の終結を下命した。
主な活動内容
- 2月15日、活動隊員に対する後方支援拠点として民間フェリー「シルバークィーン」を借り上げ、横浜港に派遣[55]。19日には従事する隊員の感染防護を強化し[56]、3月1日に大黒ふ頭における活動を終了。
- 3月8日、陸上における活動を終了。以後、自衛隊病院等におけるPCR陽性患者対応を実施[57]。
- 3月12日、陸上自衛隊が保有するマスク約35万枚を、保管する用賀駐屯地より供出[52]。
- 3月16日、河野より災害派遣活動の終結を下命[49]。以後、自衛隊病院での患者受け入れ、自治体からの要請に応じて支援を実施予定[49]。

#### 2020年3月28日〜2020年5月31日の自主派遣（2回目）
新型コロナウイルス感染症の水際対策の強化が特に緊急を要し、「都道府県知事等の要請を待ついとまがない」と認められることから、「新型コロナウイルス感染症に対する水際対策強化に係る救援活動」を目的として、防衛大臣から自衛隊に対して、災害派遣（自主派遣）が再度下命された。
主な活動内容は、成田国際空港等におけるPCR検査用の検体採取、一時待機施設への搬送・同施設での生活支援を主としている。
4月6日より、自衛隊の支援の下、防衛省共済組合が運営する「ホテルグランドヒル市ヶ谷」を一時待機場所として提供している。
流行が収束しつつあること等から、2020年5月31日19時00分をもって、自主派遣を終了した。以後、都道府県知事の要請に応じて活動予定。

#### 市中感染に伴う都道府県知事からの要請に基づく災害派遣
新型コロナウイルスに関する、都道府県知事等からの災害派遣要請は以下の通り。都道府県からの「依頼」を受けて活動を行った例もあるが、ここでは都道府県知事が自衛隊に対して正式に災害派遣要請を行い、自衛隊が公表したものを列挙する。2020年7月31日20時00分現在、27都道府県知事から計42件の災害派遣要請が行われた。
| 要請元                | 要請日時         | 要請先               | 要請・活動内容      | 撤収要請          | 備考・出典                                 |
| --------------------- | ---------------- | -------------------- | ------------------- | ----------------- | ------------------------------------------ |
| 北海道知事 鈴木直道   | 4月17日10時10分  | 陸自北部方面総監     | 生活支援等          | 4月24日           | [ 61 ]                                     |
| 北海道知事 鈴木直道   | 4月28日12時00分  | 陸自北部方面総監     | 教育支援            | 4月29日           | [ 62 ]                                     |
| 北海道知事 鈴木直道   | 5月08日08時30分  | 陸自北部方面総監     | 教育支援            | 5月08日           | 即日撤収                                   |
| 岩手県知事 達増拓也   | 6月01日10時30分0 | 陸自東北方面総監     | 教育支援            | 6月05日           | [ 64 ]                                     |
| 宮城県知事 村井嘉浩   | 4月03日19時00分  | 陸自東北方面総監     | PCR検査支援         | 4月06日           | [ 65 ]                                     |
| 宮城県知事 村井嘉浩   | 4月12日15時00分  | 陸自東北方面総監     | PCR検査支援         | 4月15日           | [ 66 ]                                     |
| 宮城県知事 村井嘉浩   | 4月20日10時00分  | 陸自第6師団長        | PCR検査用天幕展開等 | 5月01日           | [ 67 ]                                     |
| 福島県知事 内堀雅雄   | 4月22日10時00分  | 陸自第6師団長        | 生活支援・職員教育  | 4月28日           | [ 68 ]                                     |
| 群馬県知事 山本一太   | 4月30日18時00分  | 陸自第12旅団長       | 教育支援            | 5月02日           | [ 69 ]                                     |
| 茨城県知事 大井川和彦 | 4月27日10時30分  | 陸自第1師団長        | 輸送支援・職員教育  | 4月28日           | [ 70 ]                                     |
| 埼玉県知事 大野元裕   | 4月13日16時20分  | 陸自第1師団長        | 宿泊支援等          | 4月20日           | [ 71 ]                                     |
| 神奈川県知事 黒岩祐治 | 4月17日13時00分  | 陸自第1師団長        | 生活支援            | 4月24日           | [ 72 ]                                     |
| 千葉県知事 森田健作   | 4月17日11時05分  | 陸自第1師団長        | 生活支援            | 4月27日           | [ 73 ]                                     |
| 東京都知事 小池百合子 | 4月06日17時00分  | 陸自第1師団長        | 陽性患者の生活支援  | 4月13日           | [ 74 ]                                     |
| 石川県知事 谷本正憲   | 4月27日11時00分  | 陸自第10師団長       | 教育支援・輸送支援  | 5月03日           | [ 75 ]                                     |
| 石川県知事 谷本正憲   | 6月16日10時00分  | 陸自第10師団長       | 教育支援            | 6月17日           | [ 76 ]                                     |
| 岐阜県知事 古田肇     | 5月13日14時00分  | 陸自第10師団長       | 教育支援            | 5月14日           | [ 77 ]                                     |
| 岐阜県知事 古田肇     | 5月19日14時20分  | 陸自第10師団長       | 教育支援            | 5月20日           | [ 78 ]                                     |
| 岐阜県知事 古田肇     | 5月21日15時20分  | 陸自第10師団長       | 教育支援            | 5月22日           | [ 79 ]                                     |
| 岐阜県知事 古田肇     | 要請日時不明     | 陸自第10師団長       | 教育支援            | 6月11日           | [ 80 ]                                     |
| 三重県知事 鈴木英敬   | 4月28日15時00分  | 陸自第10師団長       | 教育支援            | 4月30日           | [ 81 ]                                     |
| 滋賀県知事 三日月大造 | 4月27日17時00分  | 陸自第3師団長        | 教育支援            | 5月03日           | [ 82 ] [ 83 ]                              |
| 奈良県知事 荒井正吾   | 4月22日14時00分  | 陸自第3師団長        | 職員教育            | 4月22日15時00分   | 即日撤収                                   |
| 大阪府知事 吉村洋文   | 4月23日09時00分  | 陸自第3師団長        | 職員教育            | 4月23日           | [ 85 ]                                     |
| 大阪府知事 吉村洋文   | 7月29日09時00分  | 陸自第3師団長        | 職員教育            | 7月29日           | 即日撤収                                   |
| 兵庫県知事 井戸敏三   | 4月13日09時00分  | 陸自第3師団長        | 生活支援            | 4月19日           | [ 87 ]                                     |
| 鳥取県知事 平井伸治   | 6月09日10時00分  | 陸自第13旅団長       | 職員教育            | 6月12日           | [ 88 ]                                     |
| 島根県知事 丸山達也   | 5月01日16時00分  | 陸自第13旅団長       | 職員教育            | 5月07日           | [ 89 ]                                     |
| 香川県知事 浜田恵造   | 4月20日12時00分  | 陸自第14旅団長       | 職員教育            | 4月24日           | [ 90 ]                                     |
| 高知県知事 浜田省司   | 4月10日17時00分  | 陸自第14旅団長       | 陽性患者の生活支援  | 4月16日           | [ 91 ]                                     |
| 福岡県知事 小川洋     | 4月17日18時00分  | 陸自第4師団長        | 患者輸送等          | 4月27日           | [ 92 ]                                     |
| 佐賀県知事 山口祥義   | 4月23日10時40分  | 陸自西部方面総監     | 職員教育            | 4月25日           | [ 93 ]                                     |
| 長崎県知事 中村法道   | 4月03日14時46分  | 海自第22航空群司令   | 急患搬送            | （活動完了）      | 壱岐空港→大村航空基地 間                   |
| 長崎県知事 中村法道   | 4月22日20時00分  | 陸自第4師団長        | 検体採取支援        | 4月25日、内容切替 | [ 95 ]                                     |
| 長崎県知事 中村法道   | 4月25日13時00分  | 陸自第4師団長        | 医療支援            | 5月10日           | [ 96 ]                                     |
| 長崎県知事 中村法道   | 4月27日17時00分  | 陸自第4師団長        | CT診断車派遣        | 5月14日           | [ 97 ]                                     |
| 熊本県知事 蒲島郁夫   | 4月23日10時45分  | 陸自第8師団長        | 職員教育            | 4月24日           | [ 98 ]                                     |
| 熊本県知事 蒲島郁夫   | 5月25日10時24分  | 陸自第8師団長        | 教育支援            | 5月29日           | [ 99 ]                                     |
| 鹿児島県知事 三反園訓 | 7月04日21時05分  | 陸自第12普通科連隊長 | 教育支援            | 7月05日           | [ 100 ]                                    |
| 鹿児島県知事 三反園訓 | 7月24日12時00分  | 陸自第15旅団長       | 急患搬送            | 7月24日           | 与論空港→佐大熊ヘリポート 間 輸送患者 10名 |
| 鹿児島県知事 三反園訓 | 7月25日11時45分  | 海自第1航空群司令    | 急患搬送            | 7月25日           | 佐大熊ヘリポート→鹿児島市 輸送患者 4名     |
| 沖縄県知事 玉城デニー | 4月02日15時30分  | 陸自第15旅団長       | 職員教育・患者輸送  | 4月30日           | [ 103 ]                                    |

#### 大規模接種センターの設置
2021年、東京都と大阪府には自衛隊大規模接種センターが設置され、モデルナ製ワクチンの大規模接種が行われた。

#### 備考
水際対策に係った隊員数（2020年5月27日時点）：延べ約8,600名
生活支援者数（2020年5月27日時点）：延べ約16,980名
職員教育に従事した隊員数（2020年5月25日時点）：延べ約1,300名
教育支援実施者数（2020年5月25日時点）：延べ1,650名
以上出典：

### 国家安全保障会議「緊急事態大臣会合」
2013年（平成25年）に国家安全保障会議が設置されて以降、（「四大臣会合」や「九大臣会合」が開催されても）6年強に渡って開催されていなかった「緊急事態大臣会合」だが、本ウイルスの流行に伴い、国家安全保障会議設置法に基づく「重大緊急事態」 に該当するとの前提で、2020年1月31日に初開催されて以降、平均して週1回ペース（3月10日時点）で開催されており、特に既に本ウイルスが流行している特定の外国・地域から日本への外国人の入国規制の強化に際しては、その影響が日本国内にとどまらず、外交上の影響も大きいこと等から、「緊急事態大臣会合」を開催した上で決定されている。

### 連絡会議
連絡会議は、安倍・菅・加藤などが対応を協議する会議であり、2020年1月下旬以降、ほぼ連日開催されている。対策本部の話し合いに先立ち、実質的に関係閣僚との議論を交わしている。新型コロナウイルスが「歴史的緊急事態」に指定された際に、「政府が意思決定をする会議」ではなく、議事録作成の必要はないと定められた。開示された議事概要では、開催時間20〜50分に対して議事の内容は6〜19行であり、安倍を含む政府高官の発言は全く無い。省庁の説明内容が箇条書きで記載されているだけで、首相や高官の意見や指示内容は一切書かれていない。対策をめぐる意思決定の過程が後から検証できない懸念がある。

### 宮内庁
- 2020年2月時点で、政府は天皇誕生日に行われる予定であった皇居での一般参賀の中止を発表[116]。
- 2020年12月29日、新型コロナウイルスに感染拡大に伴って取りやめとなった新年一般参賀に代わる天皇のビデオメッセージを2021年1月1日午前5時30分に、宮内庁のホームページにメッセージ動画と全文を掲載と発表[117]。

### 文部科学省
2020年春のコロナ禍による全国での休校措置により、長期休校中オンライン授業等に踏み切った学校と対応しない学校に分かれたが、2020年5月11日の文部科学省の学校の情報環境整備に関する説明会では、文部科学省 初等中等教育局 情報教育・外国語教育課長が5％が環境が整っていないから実施しないのは言い訳であると断罪し、この非常時にさえICT（情報通信技術）を活用しないのは何故かと投げかけている。

### 国土交通省
観光業を支援するGo To キャンペーンを行っている他、3つの密対策に歩道の道路占用許可の緩和を行い、飲食店の席を設けることの出来るコロナ占用特例を令和2年6月より行い、複数回の延長を経て令和5年3月31日で終了した。この措置は利用可能な場所では令和2年11月に施行された歩行者利便増進道路制度に移行することが推奨された。

### 新型コロナウイルス感染症対応に関する有識者会議
新型コロナウイルス感染症対応に関する有識者会議は社会学者の古市憲寿ら8人で構成されていた。座長は永井良三自治医科大学長であった。岸田首相が2021年末に「コロナ対応を徹底的に検証し、6月までに抜本的な体制強化策をまとめる」と述べたことを受けて設置された。2022年5月11日に初めての会合を開催し、17日・20日の2日間で14の団体や個人から意見をヒアリングした。ヒアリングの対象は経済関係者や医療関係者だけであり、安倍晋三元首相や菅義偉前首相、厚生労働省や内閣官房など当時の政府関係者は対象外とした。
初会合から約1ヶ月後の6月15日に報告書を発表した。報告書には、緊急事態宣言及びまん延防止等重点措置に基づく対策が感染対策防止にどれだけ効果があったのかという「検証」は含まれなかった。主なテーマは「司令塔機能の強化」「医療体制の強化」に絞られた。一元的に対策を担う司令塔組織を政府内に発足させ、事前準備の具体策を講じるよう求めた。これを受けて政府は、「内閣感染症危機管理統括庁」および国立感染症研究所と国立国際医療研究センターが合併した「国立健康危機管理研究機構」を設置する方針となった。
この極めて短期間で終了した有識者会議については、検証になっていないなどとする非難が国会や政府審議会およびマスメディアでの報道で多数行われた。尾身茂は「呼ばれたが（説明は）たった7分」と語った。

## 自治体

### 北海道
2020年2月28日、北海道知事の鈴木直道は、全国最多の水準で感染が拡大したことを受け、外出自粛を求める「新型コロナウイルス緊急事態宣言」を発出。3月19日に解除されたものの、再び感染が拡大したため、4月に「北海道・札幌市緊急共同宣言」を発出した。

### 青森県
2020年4月30日、青森県教育委員会が5月7日からの県立学校の授業再開を決定した。

### 宮城県
2021年3月18日、県内の感染者の急増を受けて、県独自の緊急事態宣言を発出した。2月23日から「Go To イート」の販売を再開していたが、飲食店でクラスターの発生が相次ぎ、わずか3週間後の3月16日に販売の再停止に追い込まれた。

### 東京都

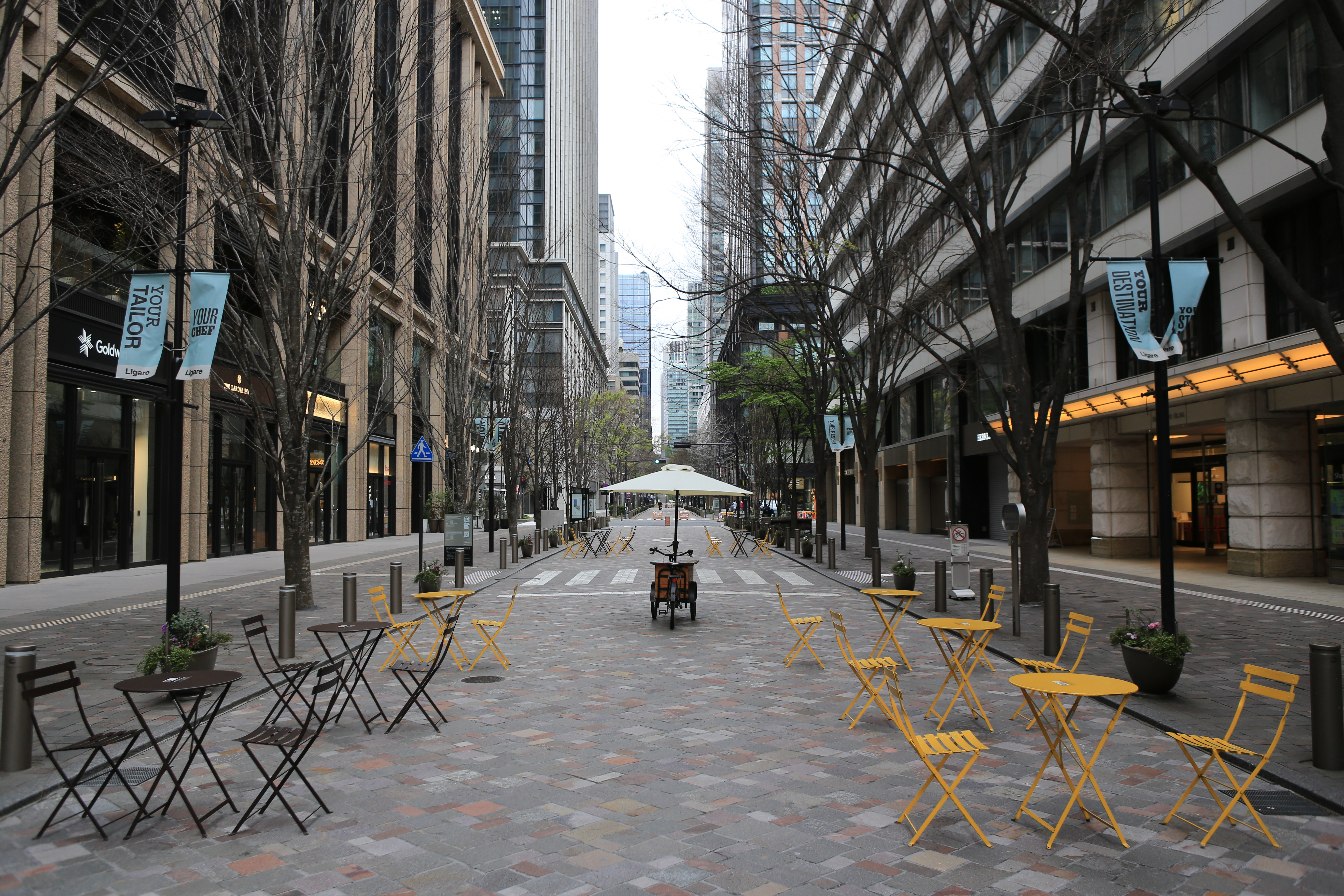
外出自粛のため閑散とした、2020年4月5日、日曜昼の丸の内仲通り

2020年3月25日、東京都で報告された感染者は41人となり、前日の17人から倍以上に増え、これまでで最多を更新した。これを受けて、東京都知事の小池百合子は緊急の記者会見を開き、「感染爆発の重大局面」「このままではロックダウン（都市の封鎖）を招く」という認識を示した。3月27日、東京都の小池は感染者の急増を踏まえ、「感染爆発の重大な岐路」だとし、週末および夜間の不要不急な外出自粛を要請した。さらに上野公園、井の頭公園、代々木公園、砧公園など82箇所の都立公園や河川敷での宴会や花見の自粛も要請し、園路の一部も通行止めにした。
4月7日の日本政府による緊急事態宣言を受け、同日小池は外出自粛を求める声明を出し、経済再生担当大臣の西村康稔との面談後の4月10日に施設等の営業休止などの要請の内容を発表した。
4月23日に小池は大型連休期間（ゴールデンウイーク）中の取組が非常に重要となるため、1都3県では同じ危機意識の下、同年4月25日から5月6日までを「いのちを守るSTAY HOME週間」として、企業・住民の皆様に連続休暇の取得などによる通勤の徹底的な抑制やこれまで以上の外出自粛へ協力を要請した。
期間はゴールデンウィークを含む2020年4月下旬から5月上旬 で、不要不急の外出や他の道府県への移動など、これらを避けることで感染拡大を防ぐことに協力するよう国民に呼びかけた。

#### 市区町村の対応
- 江戸川区は2020年8月1日から「江戸川アラート」としてタワーホール船堀を区内の新規感染者数が前日を上回ると赤、同じなら黄、下回れば青とライトアップした[142]。

#### 5つの小
会食時の感染拡大防止策として「5つの小」（少人数、小一時間、小声、小皿、小まめな換気）を意識する様に示された。

### 神奈川県
2020年4月19日、神奈川県は翌20日から軽症者の受け入れ施設として使用する予定のホテル「アパホテル＆リゾート横浜ベイタワー」の内部を報道陣に公開した。
5月1日、休業要請に応じないパチンコ店に対し、休業指示を行った。

### 石川県
2020年3月末、石川県知事の谷本正憲が東京都民に対し「無症状ならお越しください」などと発言していたが、4月10日には「石川県に極力入っていただかないよう対応せねばならぬ」と態度を変えた。
4月13日、石川県は独自の緊急事態宣言を出した。

### 福井県
2020年4月14日、福井県は独自の緊急事態宣言を出した。

### 岐阜県
2020年4月10日、岐阜県は独自に非常事態宣言を出した。

### 愛知県
2020年4月10日、愛知県は独自に緊急事態宣言を出した。

### 三重県
2020年4月10日、三重県は独自に感染拡大阻止緊急宣言を出した。

### 京都府
2020年4月10日、京都府と京都市は同府を緊急事態宣言の対象地域に入れるように政府へ要請した。5月7日、京都市は集団感染を防ぐため、感染者との接触者は症状の有無に関わらず、PCR検査を行う独自の新基準を示した。

### 大阪府
2020年3月19日、大阪府知事の吉村洋文は兵庫県知事の井戸敏三とともに、3月20日-22日の三連休の間、大阪兵庫の両府県の間の不要不急の往来を自粛するように要請した。
4月8日、吉村は、軽症者などの宿泊療養にかかるホテルを同月3日から7日まで募集したところ、98事業者から、202施設、2万1千室分の応募があったことを発表した。4月13日に第1号として『スーパーホテル大阪天然温泉』（400室）を選定したことを発表した。
5月5日、吉村は、同日までに府が行ってきている、外出自粛要請や休業要請の解除の基準、ならびに再要請開始に数値基準を設けると公表した。この方式は、同日までに政府や国の対策本部からの数値基準の指針等が示されておらず、府独自の方式であることから「大阪モデル」と呼称される。同日、吉村は取材陣に対し、本来は国が基準を示すべきだったとの意見を表明している。大阪モデルで用いられる指標（同日時点）は以下の通り 。
1. 新たに感染した人のうち感染経路不明者の人数の前週と比較した増加数
2. 新たに感染した人のうち感染経路不明者の人数
3. PCR検査で陽性になった人の割合
4. 重症患者用の病床使用率

5月6日、経済再生担当大臣の西村康稔は吉村知事の意見に対して「何か勘違いしているのではないか。強い違和感を感じる」「（知事の権限に基づいて店舗に）休業要請し、解除するのだから、説明責任を果たすのは当然だ」と述べ、不快感を示した。

#### 臨時医療施設「大阪コロナ大規模医療・療養センター」
2022年1月末にインテックス大阪で稼働した臨時医療施設「大阪コロナ大規模医療・療養センター」は、稼働後1ヶ月が経っても利用率が低いままである。
3月4日時点では、1000床のうち使用率が6.5%であった。大阪府は当初、入所可能な年齢を40歳未満としていたが、2月15日からは対象年齢を60歳未満へと拡大し、範囲を拡大した。

### 兵庫県
2020年3月19日、兵庫県知事の井戸敏三は大阪府知事の吉村洋文とともに、3月20日-22日の三連休の間、大阪兵庫の両府県の間の不要不急の往来を自粛するように要請した
5月1日、兵庫県は休業要請に応じないパチンコ店に対し、全国初の休業指示を行った。

### 広島県
2020年4月21日、県職員の10万円の給付金を活用を検討すると広島県知事の湯崎英彦が発言して 後に撤回。

### 香川県
2020年4月14日、香川県は独自の緊急事態宣言を出した。

### 福岡県
2020年4月14日、福岡市長は休業要請に応じた中小企業等に50万円を上限に賃料を補助するなどの支援策を発表した。
5月29日、北九州市の市長の北橋は、「第2波のまっただ中にいる」との見解を示した。同市は、感染者が21人に上り、市内の医療機関2か所でクラスター（感染集団）が発生した。福岡県知事の小川洋は、「強い危機感を持っている」と述べた。

### 沖縄県
2020年4月20日、沖縄県は独自の緊急事態宣言を出した。

## 年譜

### 2020年

#### 1月
- 1月21日、外務省は中国全土に感染症危険情報レベル1(注意喚起)を発出[166]、23日に武漢市を所管する在中国日本大使館に対策本部を設置[166]。感染症対策についてポータルサイトを開設[40]。24日には湖北省に感染症危険情報レベル3(渡航中止勧告)を発出。その他中国全域はレベル1[166]。外務本省でタスクフォース立ち上げ[166]（26日、対策室に改組）。25日、在中国大使館に武漢市在留邦人向けホットラインを開設[166]。
- 1月26日、安倍は会見でチャーター機などで希望者全員を帰国させる旨発言。日中外相電話会談を行い、中国側に邦人の安全確保協力を要請[166]。外務省は武漢に大使館職員を派遣。警察庁は警備局長を長とする対策本部に改組。消防庁は救急企画室長を長とする消防庁災害対策室を設置（第一次応急体制）。
- 1月27日、安倍は第201回国会・衆議院予算委員会・2019年度補正予算審議中に、国内で感染が確認された場合、感染症の予防及び感染症の患者に対する医療に関する法律（感染症予防法）に基づいて強制入院などの命令措置を取ることができる「指定感染症」にすると表明した[167]。翌28日の閣議において政令を閣議決定。同日公布された[168][169][注 5]。
  - 同日、在中国日本大使館職員10人(特命全権公使・医務官を含む )が武漢市入り[166]。新型コロナウイルス感染症に関するインターネット、テレビ、新聞広告を開始[40][176]。28日に退避邦人帰国支援のため武漢にチャーター機を派遣。29日、206人が羽田空港着。現地の在留邦人と中国に対する支援物資を引き渡した[166]。30日、第2便で210人が羽田着。同様に支援物資を搬送[166]。31日，第3便で149人が羽田着。同様に支援物資を搬送[166]。
- 1月30日、新型コロナウイルス感染症対策本部を設置[177]。以下の各省庁で対策本部が設置された。

- 1月31日、第二・三回対策本部会議[166]。安倍は夕方に開いた対策本部で、WHOの緊急事態宣言や症状がない人の感染が確認されたことを踏まえ、前述「指定感染症」関連政令の施行を2月1日午前0時に前倒しすることと、同じく1日午前0時より入国申請前の14日以内に湖北省に滞在歴がある外国人や、湖北省で発行されたパスポートを所持する外国人の入国を拒否する方針を明らかにした[181][182]。この入国拒否は、出入国管理及び難民認定法第5条第1項第14号の「上陸の拒否」[注 6] によるものである[183][注 7]。これを受けて各関係機関に通達された他、1月31日夜〜2月1日未明にかけて、船舶へは海上保安庁のMICS・航行警報[178]、航空機へは国土交通省航空局のNOTAM[179] によりその旨が告知された。
  - 同日、防衛省・自衛隊および当時防衛大臣の河野太郎は、政府新型コロナウイルス感染症対策本部の方針を踏まえ、新型コロナウイルス感染症の感染拡大の防止が特に緊急を要し、「都道府県知事等の要請を待ついとまがない」と認められることから、「新型コロナウイルス感染症の感染拡大の影響により帰国した邦人等の救援」を目的として、自衛隊法第83条第2項ただし書きに規定する災害派遣（自主派遣）を命令・実施することを発表した[50]。
  - 同日、外務省は中国の湖北省を除く中国全土に対する感染症危険情報を、不要不急の渡航の自粛を求めるレベル2に引き上げた[185]。

#### 2月

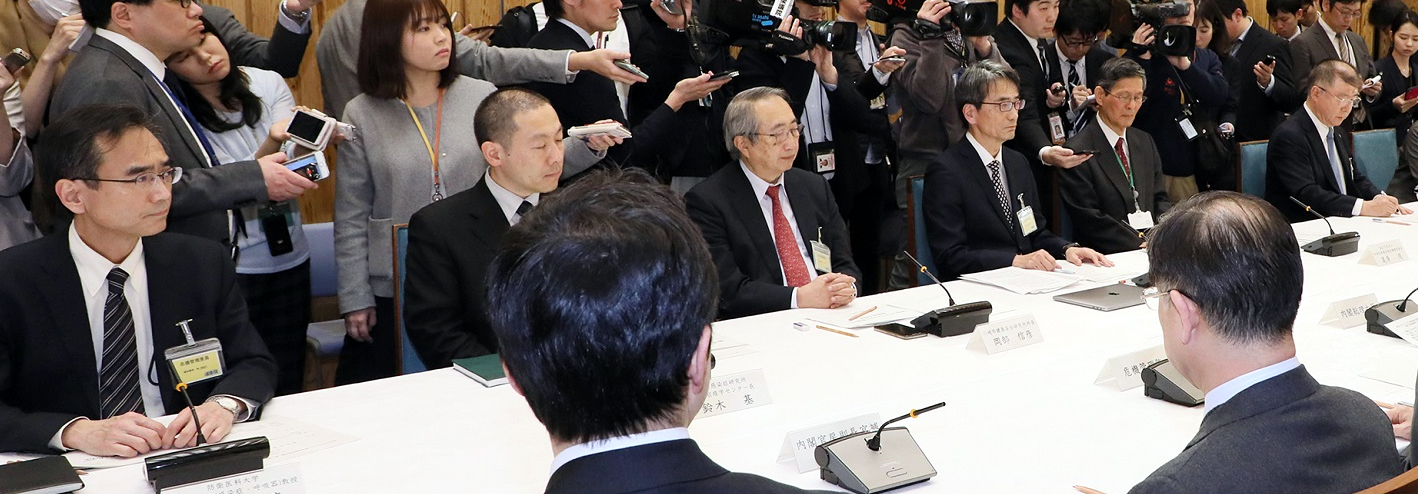
新型コロナウイルス感染症対策本部の新型コロナウイルス感染症対策専門家会議の会合（2020年2月16日、総理大臣官邸にて）

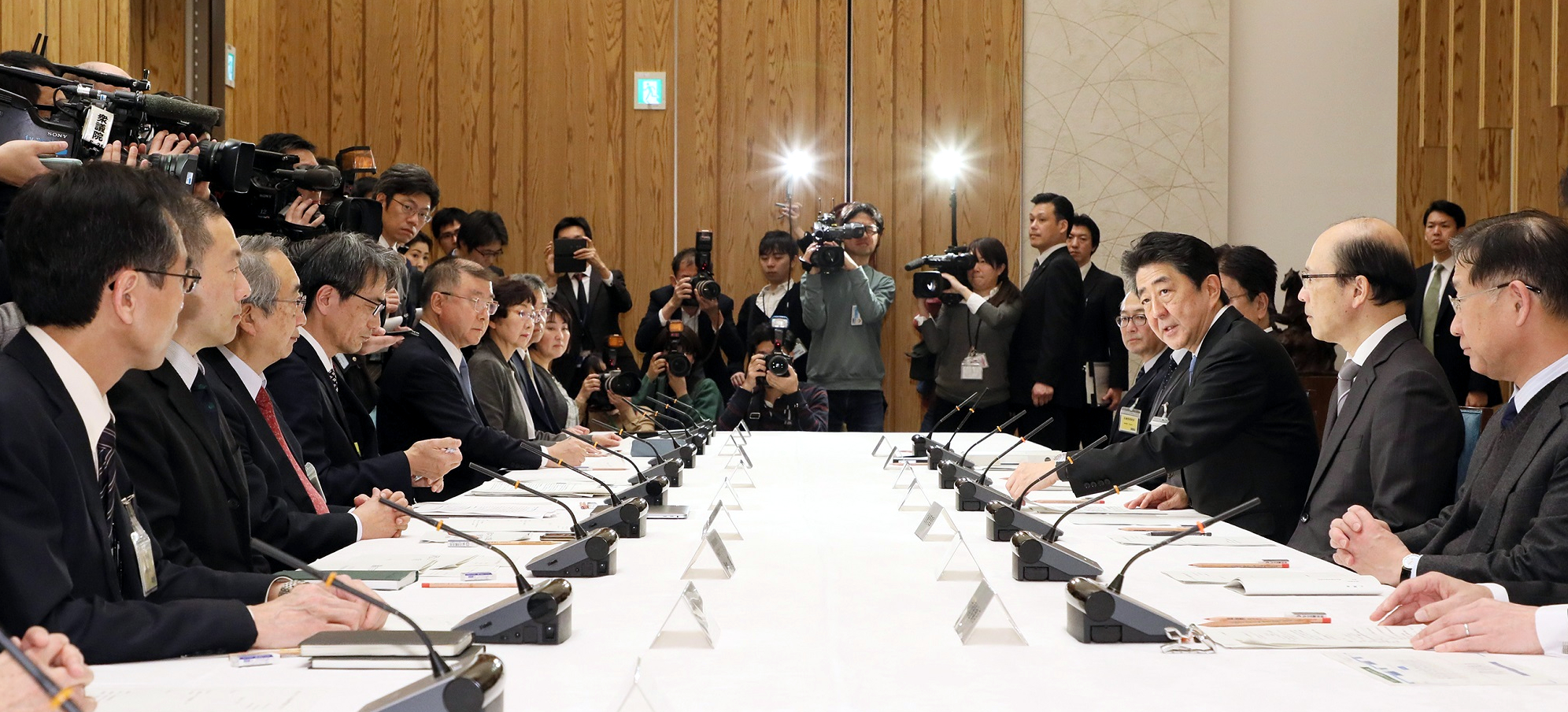
新型コロナウイルス感染症対策本部の新型コロナウイルス感染症対策専門家会議の会合（2020年2月16日、総理大臣官邸にて）

- 2月1日、帰国者受け入れ業務を担当していた内閣官房の男性職員が国立保健医療科学院の敷地内で死亡しているのが発見された。現場の状況から飛び降り自殺を図ったものとみられている[187]。
- 2月3日、文部科学省はウイルスの遺伝子組み換え実験に関するカルタヘナ法上の大臣確認申請2件を2月7日承認。政府、自治体に対し認定こども園における新型コロナウイルスへの対応について周知を依頼[40]。
- 2月7日、厚生労働省がコロナウイルス感染症に関するPCR検査の検査数の発表を開始する[188][注 8]。
- 2月12日、法務省は、上陸を拒否すべき緊急性が高い場合には、出入国管理及び難民認定法第5条第1項第 14 号に該当する外国人とし上陸拒否すると発表[190]。これを受けて出入国在留管理庁は、湖北省および浙江省に滞在歴がある外国人及び同省で発行された旅券を所持する外国人についての2月13日からの上陸拒否を発表した[191]。
- 2月13日、防衛省は医師や看護師など衛生資格を有する予備自衛官の招集を決定した[192]。「オリパラに向けた新型コロナウイルス感染症対策に係る政府・競技団体間連絡会議」を開催[40]。
- 2月14日 「新型コロナウイルス感染症対策専門家会議」を設置し2月16日に初会合[193][194]。
- 2月16日、当時厚生労働大臣の加藤勝信は国内での感染経路が特定できず、死亡者も発生したことから国内での感染拡大を前提とした対策が必要だとの認識を示した[195]。
- 2月23日、天皇誕生日に行われる予定であった皇居での一般参賀が中止となった[196]。
- 2月24日、専門家会議が「この1〜2週間が感染拡大に進むか、終息するかの瀬戸際」との認識を発表した[197]。
- 2月25日、厚生労働省が「新型コロナウイルス感染症対策の基本方針」を発表[198]。
- 2月26日、安倍がイベントなどの中止・延期を要請。新型コロナウイルス感染拡大防止のため、大規模なスポーツやイベントなどを今後2週間程度、中止か延期、または規模を縮小するように要請する考えを示し、イベントや行事などの中止・延期がさらに拡大した[197][199]。同日、ホストタウン登録自治体等に対し、事前合宿等での感染症対策の実施要請を通知[40]。
- 2月27日、全国の学校に休校要請。総理大臣官邸で開かれた新型コロナウイルス対策本部で安倍は3月2日から全国すべての小学校・中学校、高校（公立・私立含む）と特別支援学校について、春休みに入るまで臨時休校とするよう要請する考えを示した[200]。安倍はあくまでも要請であり、強制ではないことを強調したが、文部科学省は全国の関係機関に要請を行った。これを受け、ほぼ全国の小中学校、高校等が3月2日から急遽休校し、卒業式なども中止・縮小となった。専門家会議委員の岡部信彦は、休校要請は「専門家会議で議論して決められたものではなく、政治判断の結果」と説明している[201]。
  - 同日、国税庁は所得税の確定申告の期間を1カ月延長し、4月16日までにすると発表した。個人事業者の消費税の受付期間も3月31日から4月16日までに延長した。期間延長により混雑緩和を図るのが目的[202]。同日、 防衛省は陸海空自衛隊の各施設・部隊が予定していた3月末までの式典・基地等の一般公開等を中止・延期する方針を示した[203]。

#### 3月
- 3月6日、政府は主催する東日本大震災追悼式典開催を取り止めることを決定した[204]。被災地の自治体主催の追悼式についても中止や延期するところが相次いだ[205]。
- 3月6日、内閣総理大臣の安倍晋三は新型コロナウィルス対策担当大臣に経済再生担当大臣の西村康稔を充てた[206]。
- 3月9日、専門家会議が見解を発表[207]。日本の現状を「爆発的な感染拡大には進んでおらず、一定程度、持ちこたえている」と分析した。集団感染（クラスター）が発生する3つの条件（1.換気の悪い密閉空間、2.多くの人の密集、3.近距離での会話や発声）を挙げ、この条件が揃う場所を避けるよう求めた。また、脇田隆字座長はイベント中止や休校の効果が明らかになるのは19日頃とし、それまでは現状の対応を継続するように求めた[208]。
- 3月10日、流行に対する政府対応が、政府会議の議事録などを将来への教訓として記録することが義務付けられる歴史的緊急事態に指定された[209][210]。
  - 同日、消費者庁は、インターネット広告において、新型コロナウイルスに対する予防効果を標ぼうする健康食品、マイナスイオン発生器、空間除菌商品等に対し、景品表示法(優良誤認表示)及び健康増進法(食品の虚偽・誇大表示)の観点から改善要請を行うとともに、消費者への注意喚起を行った[211]。
  - 同日、衛生マスクについて国民生活安定緊急措置法第26条及び第37条の規定に基づいて、政令[212] を改正し、衛生マスクの転売禁止及び罰則を定めることを閣議決定した[213][214]。同法による初めての措置であり、翌11日公布された[215]。3月15日に施行される[216]。
- 3月13日、新型コロナウイルス感染症を新型インフルエンザ等対策特別措置法の対象に加えた特別措置法が参議院にて与野党の賛成多数で可決された[217]。なお、同法に基づく緊急事態宣言に関して、安倍は、国民への影響を考え、緊急事態宣言を出すかどうかは慎重に判断する考えを示している[209][210]。
- 3月16日、当時防衛大臣の河野太郎は自衛隊に対し、46日間にわたった新型コロナウイルスに伴う災害派遣（自主派遣）活動の終結を命令した[47][48]。以後は自衛隊病院での患者受け入れ、地方自治体での対応困難時の連携支援を行う、としている[57]。
- 3月16日夜、G7の首脳が電話で緊急会議を実施した。安倍は会議後に東京オリンピックを「人類が新型コロナウイルスに打ち勝った証しとして、完全な形で実現することについて、G7の支持を得た」と述べた。しかし会議後の共同声明にオリンピックに関する記述はない[218]。
- 3月18日、外務省は全世界に対して感染症危険情報のレベル1（十分注意するよう促す）を発表した[219]。全世界を対象に感染の危険情報を出すのは初めて[220]。
  - 新型コロナウィルス感染症対策本部会合で、 38ヵ国からの入国者に対して入国制限を強化すると明言[221]。
- 3月19日、専門家会議は、現状は持ちこたえているが、あるとき突然爆発的に患者が急増（「オーバーシュート」)して、医療が提供できなくなれば、強硬なロックダウン措置（都市封鎖・店舗閉鎖・外出自粛など）を取らざるをえなくなると懸念した[222]。その上で現時点では、

という3つの基本戦略を維持強化し、また各地域は感染状況に応じて、密閉空間でのイベントや集会（3つの条件の重なる場所）など感染リスクの高いものは徹底的に回避しながら、感染リスクの低い活動から徐々に解除することを検討することになるとした。
- 3月20日、新型コロナウィルス感染症対策本部会合で小中高など一斉休校要請の延長見送りを確認[221]。
- 3月26日、新型コロナウイルスの東京都内での感染者急増などを受け政府は、改正新型インフルエンザ対策特別措置法に基づく対策本部（本部長・当時内閣総理大臣の安倍晋三）を設置し、首相官邸で初会合を開いた。政令第六十号によって新型コロナウイルス感染症を指定感染症として定める等の政令が改正される。これにより都道府県知事が感染症蔓延防止のために建物を封鎖したり、周辺の交通を最大72時間遮断できるようになった[223]。
- 3月28日、安倍は3回目の記者会見を開催した。主な内容は次の通り[224]。
  - 今の段階は緊急事態宣言ではないが、ギリギリ持ちこたえている。
  - 新学期の学校再開に関しては、今週専門家会議を開き、意見を聞く。
  - 経済対策については、思い切った手を打ち、かつてない強大な政策パッケージを実行に移す。補正予算を10日程度後に国会に提出する。
  - イベント中止に伴う損失を税金で保証するのは難しい。
- 同日、河野から自衛隊に対し、水際対策強化を理由に、2度目の災害派遣（自主派遣）を下命した[58]。
- 同日、新型インフルエンザ等対策特別措置法第18条第1項の規定に基づき、新型コロナウイルス感染症対策の基本的対処方針が公示された[225]。

#### 4月
- 4月3日、長崎県から海上自衛隊へ新型コロナウイルス患者の搬送を理由に、宮城県から陸上自衛隊にPCR検査支援を理由にそれぞれ災害派遣要請[65][94]。
- 4月6日、安倍は4月7日に1か月程度、東京都、神奈川県、埼玉県、千葉県、大阪府、兵庫県、福岡県を対象に緊急事態宣言を出す方針を示した[226]。同日、東京都から、陸上自衛隊に対し、災害派遣要請[74]。
- 4月7日、安倍は改正新型インフルエンザ等対策特別措置法に基づき、4月8日から5月6日まで東京都、神奈川県、埼玉県、千葉県、大阪府、兵庫県、福岡県の7都府県を対象に緊急事態宣言を発令した[227]。
- 4月9日、政府は緊急事態宣言の発令を踏まえ、4月19日に行われる予定だった国事行為の立皇嗣の礼について、延期を含め実施を再調整することに決めた[228]。
- 4月10日、高知県から陸上自衛隊に対し災害派遣要請[91]
- 4月12日、宮城県から陸上自衛隊に対し、災害派遣要請[66]。
- 4月13日、埼玉県・兵庫県から陸上自衛隊に対し、災害派遣要請[71][87]。
- 4月16日、安倍は緊急事態宣言の対象を全都道府県に拡大することを発表し、期間は5月6日までで変更しないとした。これに伴い、北海道、茨城県、東京都、神奈川県、埼玉県、千葉県、石川県、岐阜県、愛知県、京都府、大阪府、兵庫県、福岡県の13都道府県を特定警戒都道府県に指定した[229]。
- 4月17日、神奈川県・千葉県・北海道知事・福岡県から陸上自衛隊に対し、災害派遣要請[61][72][73][92]
- 4月20日、宮城県・香川県から陸上自衛隊に対し、災害派遣要請[67][90]。
- 4月21日、4月末までとしていたビザ効力や免除を停止する措置を1カ月程度延長する方針を固めた。外国人入国者は1月の1日平均約8万7千人から約85人に減少している。同日、厚労省は妊婦向けに布マスクを配っているが不良品が見つかり配布を停止した[230]。
- 4月22日、福島県・奈良県・長崎県から陸上自衛隊に対し、災害派遣要請[68][84][95]。
- 4月23日、大阪府・佐賀県・熊本県・沖縄県から陸上自衛隊に対し、災害派遣要請[85][93][98][103]。
  - 同日、ロシアなどを入国拒否の対象に加える方針で、80ヵ国等に拡大する[231]。
- 4月25日、長崎県から陸上自衛隊に対し、災害派遣要請（内容切替）[96]。
- 4月27日、茨城県・石川県・滋賀県から陸上自衛隊に対し、それぞれ災害派遣要請[70][75][82]。
- 4月28日、北海道・三重県から陸上自衛隊に対し、災害派遣要請[62][81]。
- 4月28日、予算委員会で安倍は「（世界大恐慌）の時よりもある意味では精神的には厳しい状況になっている」「かつて私たちが経験したことがない状況だ」[232] と発言した。
- 4月29日、長崎県から陸上自衛隊に対し、災害派遣要請（追加要請）[97]。
- 4月30日、群馬県から陸上自衛隊に対し、災害派遣要請[69]。

#### 5月
- 5月1日、専門家会議が開催された。緊急事態宣言のあとの状況を「新規感染者数は穏やかに減少に転じつつあるが、医療体制の逼迫は依然として続いている」と判断した。外出自粛などの緩和に関しては、「新規感染者数が一定水準まで下がらない限り、徹底した行動制限を続けなければならない」と見解を示した[233]。同日、島根県から陸上自衛隊に対し、災害派遣要請[89]。
- 5月4日、政府は緊急事態宣言を全国で5月31日まで延長することを決定した。
  - 31日までとした理由は「医療現場の逼迫した状況を改善するためには、1カ月程度の期間が必要である」と首相は説明した[234]。
  - 解除の具体的な基準は示さなかった。4日に再び改定した基本的対処方針で、感染状況や医療提供体制などを踏まえ、「総合的に判断していく」と表明した[235]。
  - 13の「特定警戒都道府県」では人との接触を極力8割減らすことを求め、外出自粛や休業要請を継続する。一方、他の34県では8割接触削減は求めない[234]。
- 5月4日、専門家会議が開催された。
  - その後の記者会見で、副座長の尾身茂は、PCR検査数が諸外国に比べて少ないことに「必要な人が受けられるようにするべきだと専門家はみんな思っている。今のままでは不十分。早い時期から議論したがなかなか進まなかった。これにはフラストレーションがあった」と意見を述べた[236]。
  - 専門家会議は「新しい生活様式」を発表した。感染拡大の防止と経済活動の両立を企図する。買い物は「1人または少人数で空いた時間に」、食事は「大皿は避けて」など、生活の場面別に具体的な例を示した[237][238]。
- 5月8日、北海道から陸上自衛隊に対し、災害派遣要請[63]。
- 5月13日、岐阜県から陸上自衛隊に対し、災害派遣要請[77]。
- 5月14日、東京都、神奈川県、千葉県、埼玉県、大阪府、京都府、兵庫県、北海道を除いた39県で緊急事態宣言が解除[239]。
- 5月19日、岐阜県から陸上自衛隊に対し、災害派遣要請[78]。
  - 同日、「学びの継続」のための『学生支援緊急給付金』の募集開始[240]。
- 5月21日、大阪府、京都府、兵庫県の3府県で緊急事態宣言が解除[241]。なお、安倍はここまで緊急事態の宣言・延長・解除の際に記者会見をしていたが、この日は異例なことに記者会見を開かなかった[242]。時事通信は黒川弘務の問題への質問を避けた可能性を指摘している[242]。
  - 同日、岐阜県から陸上自衛隊に対し、災害派遣要請[79]。
- （予定）5月25日、5月21日までに緊急事態宣言の解除の対象とならなかった5都道県について、解除できるか判断する予定[243]。
- 5月25日、熊本県から陸上自衛隊に対し、災害派遣要請[99]。
- 5月26日、通信需要の急増を受け、全自治体を対象にした光ファイバー回線網整備に500億円を投じる方針を固めた。外出自粛要請で広がったテレワークなどに必要な高速通信インフラの整備を進めるためで、必要経費は2020年度第２次補正予算案に盛り込む[244]。
- 5月29日、防衛省航空自衛隊のアクロバットチーム「ブルーインパルス」が、治療にあたる医療従事者など、新型コロナウイルスの対応する全ての人に敬意と感謝の気持ちを示すために東京上空を飛行した[245][246]。
- 5月31日、河野より自衛隊に対し、自主派遣の終了を下命[60]。

#### 6月
- 6月1日、東京都新宿区長の吉住健一は手塚マキに電話をし、それによって手塚マキらの歌舞伎町の店舗の従業員は行政機関による集団検査や疫学調査[247][248]に協力した[249][250][251]。この結果、表面的には感染者数推移の谷となっていた時期に、接客を伴う飲食店では非常に感染率が高い大規模クラスターが発生していることが明らかとなった[252][253]。これによって、第二波の端緒、および感染者数の統計から「隠れやすい」というこの感染症の性質が明確になり、早期のクラスター対応が開始された。
- 6月1日、岩手県から陸上自衛隊に対し、災害派遣要請[64]。
- 6月9日、政府は「流行の収束を一概に定義するのは困難である」と閣議決定した[254]。5月25日に記者会見で安倍が「今回の流行をほぼ収束させることが出来ました」と述べたのに対して、国民民主党の岡本充功が「収束とはどのような状態をいうのか」と質問主意書を提出したのに答えたものである[254][255]。同日、鳥取県から陸上自衛隊に対し、災害派遣要請[88]。
- 6月11日、陸上自衛隊は岐阜県から要請された災害派遣を実施（発出日時不明）[80]。
- 6月16日、石川県から陸上自衛隊に対し、災害派遣要請[76]。
- 6月17日、通常国会（第201回国会）が閉会[256]。安倍は「閉会中でも求められれば政府として説明責任を果たす」と発言した[257]。

#### 7月

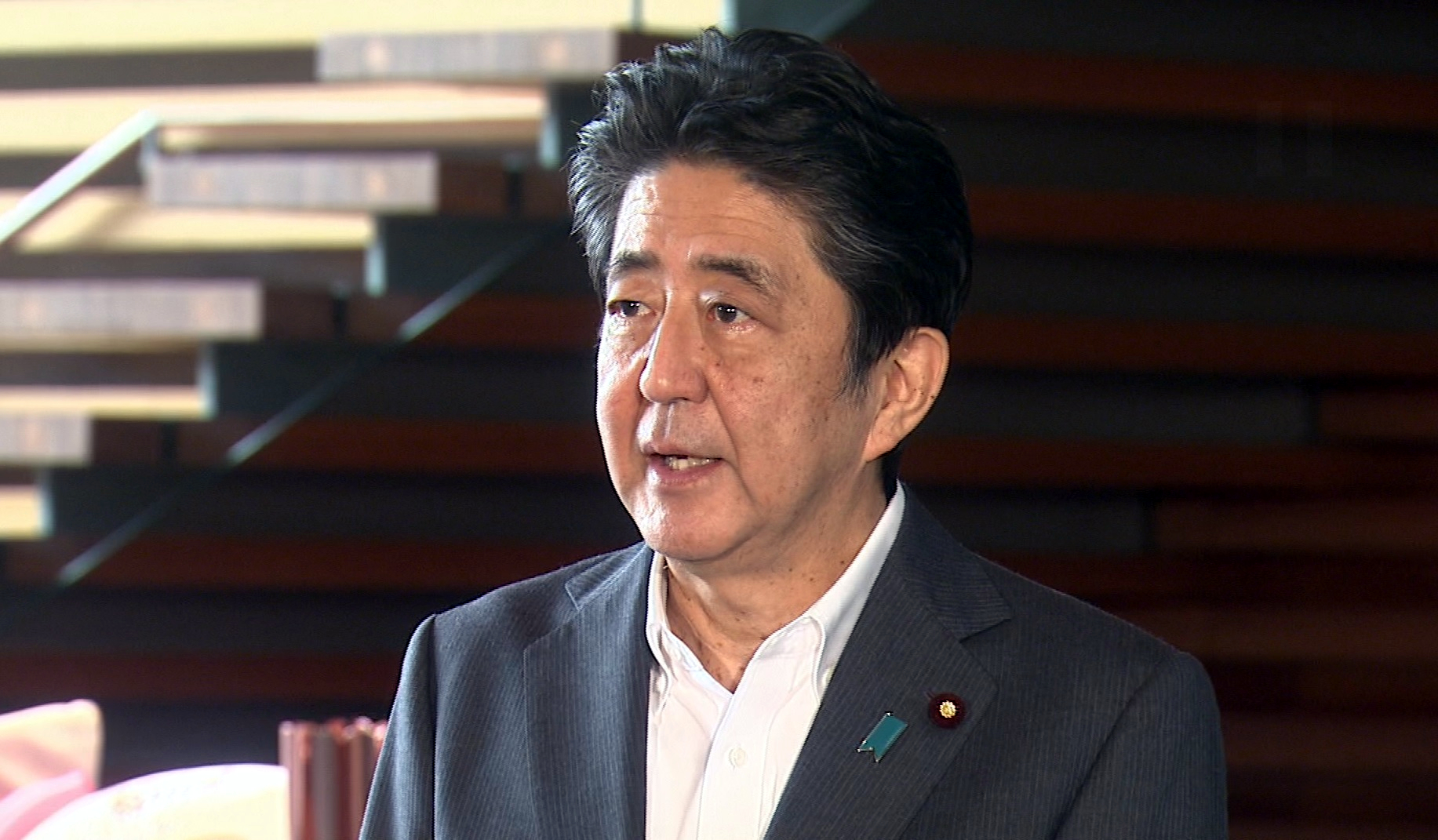
Go To キャンペーン開始について会見する当時内閣総理大臣の安倍晋三（2020年7月22日、総理大臣官邸にて）

- 7月4日、鹿児島県から陸上自衛隊に対し、災害派遣要請[100]。
- 7月6日、「新型コロナウイルス感染症対策分科会」の第1回会合。10日からイベントの開催制限を緩和する政府案が了承された[258]。西村は「緊急事態宣言が出た4月上旬とは状況が異なるというのが共通認識だ」と感染状況について語った[258]。
- 7月16日、新型コロナウイルス感染症対策分科会の尾身茂は経団連のフォーラムに出席し、「旅行自体が感染を起こすことはないですから、もしそれが起きていれば日本中は感染者だらけ」と述べた[259]。
- 7月22日、国の観光支援キャンペーン「Go To トラベル」が開始された[260]。同日、イベントの人数制限の緩和措置を先送りとし、入場者数 の上限を5000人とする措置を8月末まで続行すると決定した[261]。「Go Toトラベル」の開始とイベントの緩和措置先送りに矛盾はないかと問われた菅は「矛盾はない」との見解を示した[262]。
- 7月24日、鹿児島県から陸上自衛隊に対し、災害派遣要請[101]。
- 7月25日、鹿児島県から海上自衛隊に対し、災害派遣要請[102]。
- 7月29日、大阪府知事から陸上自衛隊に対し、災害派遣要請[86]。
- 7月31日、野党4党（立憲民主党・国民民主党・共産党・社民党）は憲法第53条に基づく臨時国会の召集を要求する文書を提出した。新型コロナウイルスの他、令和2年7月豪雨災害の対応に対して、国会での説明を求める狙い[256]。

#### 11月
- 11月12日、政府分科会で、大規模イベントの開催制限を2021年2月末まで続ける方針が了承された[263]。
- 11月25日に厚生労働省新型コロナウイルス感染症対策アドバイザリーボードの会合が開かれ、「このままの状況が続けば、通常では助けられる命が助けられなくなる」と感染拡大に強い危機感を表明した[264]。
  - 同日、西村は「この3週間が勝負だと。なんとかこの3週間で抑制していきたい」「今後3週間で感染増加を抑えられなければ、緊急事態宣言が視野に入ってくる」と会見で表明し、対策を強化する考えを示した[265][266]。この会見から3週間後までを政府や医師会などは「勝負の3週間」と呼称している[267][268]。全国の主要都市ではこの会見直後の週末の人出は減ったものの、その翌週末には再び人出が増加するところが多かった[269]。また、平日の鉄道客の数もほとんど変化はなかった[269]。感染者数と死者数は12月中旬にかけてともに拡大を続け、感染拡大に歯止めはかからなかった[270]。
- 11月27日には尾身が「ここまで来ると、個人の努力だけで、今の感染が拡大している状況を沈静化することはなかなか難しい。問題の核心は一般の医療との両立が難しくなっている状況であり、個人の努力だけに頼るステージはもう過ぎたと認識している」と述べて、政府や自治体の対策を強化すべきとの認識を示した[271][272]。

#### 12月

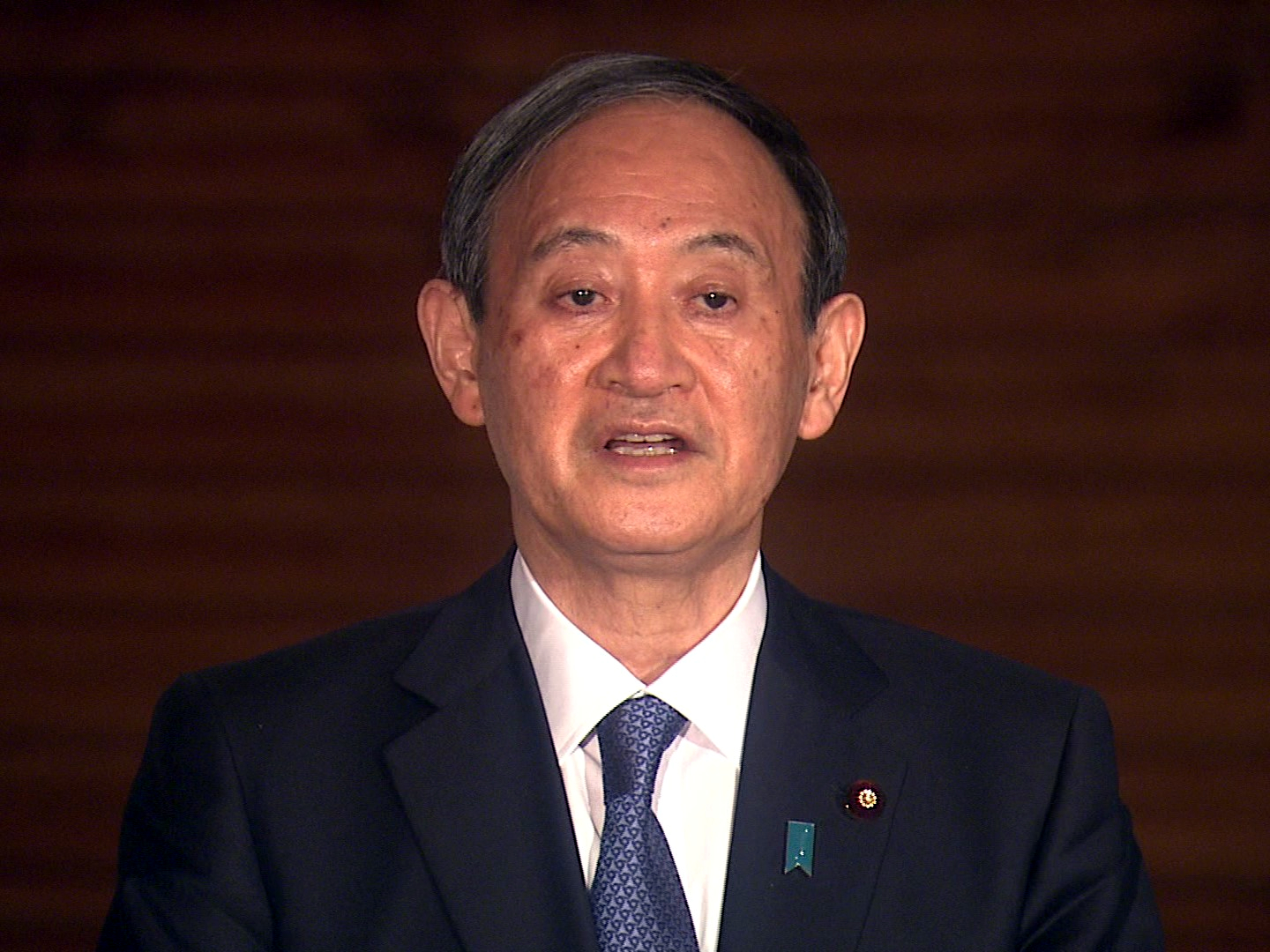
Go To トラベル一時停止について会見する内閣総理大臣の菅義偉（2020年12月14日、総理大臣官邸にて）

- 12月5日、国会（第203回臨時国会）の会期末[273]。立憲民主党など野党4党は、新型コロナウイルス対策の議論などを続ける必要があるとして、前日の4日に会期延長を申し入れたが、自民党・公明党・日本維新の会の反対多数で否決された[273]。
- 12月7日、北海道と大阪府は政府に対して、感染者続出に伴う医療体制の逼迫の状況に伴い、自衛隊の看護師を派遣するように要請した[274]。
- 12月8日、防衛大臣の岸信夫は、北海道の要請に応じ、感染の拡大でクラスターが頻発して医療体制が逼迫している旭川市へ自衛隊の看護師や准看護師10人を派遣すると表明した。2週間以内の予定[275]。
- 12月11日、岸は、大阪府の要請に応じ、感染の拡大で医療体制が逼迫している大阪府へ陸上自衛隊中部方面隊の看護師（看護官）ら7人を派遣すると発表した。同月15日に運用を開始する臨時医療施設「大阪コロナ重症センター」（大阪市）と、「大阪府立中河内救命救急センター」（東大阪市）に2週間派遣される[276]。
- 12月14日、政府は新型コロナウイルス対策本部で、Go To トラベルを全国一斉に一時停止することを決定した。期間は12月28日から2021年1月11日までである[277]。
  - 同日、菅はGo To トラベルの一時停止を発表した後、ステーキ店で合計8人で会食をした。これが判明すると野党が首相の行動を批判し、公明党の山口代表は「（首相の行動には）国民に対する一定のメッセージ性がある。よく配慮しながら今後検討していただきたい」と苦言を呈した[278][279]。西村大臣は「一律に５人以上は駄目だと申しあげているわけではない。」と答弁した[280]。首相は16日、会食について「国民の誤解を招くという意味では、真摯に反省している」と陳謝した[281]。
- 12月22日、官房長官の加藤勝信は「感染拡大が収まらない場合には、より強い措置がさらに必要になる」と表明した[282]。
- 12月23日、西村が、東京都を中心に感染が拡大している地域では、大規模イベントの人数制限の上限を5,000人に戻すことを表明した[283]。期間は2021年1月11日までである[284]。
  - 同日、尾身は東京都の飲食店の営業時間短縮について、現行の午後10時では不十分として前倒しするように求めた[285]。午後8時までとするように分科会が提言してきたが東京都は応じておらず、分科会メンバーの一人は「一番がんばらないといけない東京が一番がんばってない」と対策の遅れに苛立ちを見せた[285]。
- 12月25日、菅が記者会見を実施した。「このままではさらなる新型コロナウイルスの感染拡大は避けられない状況だ。静かな年末年始をお過ごしいただきたい」と国民に呼びかけた[286]。
- 12月26日、政府は全世界からの外国人の新規入国を28日から2021年1月末まで停止すると発表した[287]。
- 12月30日、西村はTwitter上で、「このまま感染拡大が続けば、緊急事態宣言も視野に入ってくる」と表明し、年末年始は家族とのみ過ごすように改めて呼びかけた[288]。

### 2021年

#### 1月（2021年）
- 1月2日、東京都の小池百合子、埼玉県の大野元裕、神奈川県の黒岩祐治、千葉県の森田健作の首都圏4都県各知事が西村と面談し、緊急事態宣言の発出を速やかに検討するよう要請した。これに対し西村は「検討する」と応じる一方で、営業時間短縮に絡む閉店時間の前倒しなどを4都県に要請した[289]。
- 1月4日、菅が記者会見で、新型コロナウイルス感染拡大に伴い、特措法に基づく緊急事態宣言の再度の発出について検討を進めることを表明する。対象地域は要請があった東京、埼玉、神奈川、千葉の1都3県を中心に検討[290]。
- 1月7日、大阪府知事の吉村洋文は、大阪府にも緊急事態宣言を発令するように政府に要請する方向だと明らかにした[291]。4日の時点では「大阪は現状で感染急拡大をなんとか抑えられている。今の段階では国に対して要請するつもりはない」と述べていた[292]。
  - 同日、夕方の政府の新型コロナウイルス感染症対策本部で埼玉県、千葉県、東京都および神奈川県に特措法に基づく「新型コロナウイルス感染症緊急事態宣言」の発出を決定し、官報公示された。期間は1月8日0時より2月7日までの予定。菅は記者会見を開き、「(1)飲食店の20時までの時間短縮、(2)テレワークによる出勤者数の7割減、(3)20時以降の不要不急の外出の自粛、(4)スポーツ観戦などの入場制限」という措置をとると述べた[293][294]。
- 1月12日、感染者が増大している愛知県、岐阜県、栃木県の3県が政府に特措法に基づく緊急事態宣言の発令を要請[295][296]。
- 1月13日、夕方の政府の新型コロナウイルス感染症対策本部で大阪府、京都府、兵庫県、愛知県、岐阜県、栃木県および福岡県を特措法に基づく緊急事態宣言の地域に追加することを決め、官報公示された。期間は1月14日0時より先発の1都3県と同様に2月7日までの予定[297]。
- 1月18日、通常国会（第204回国会）が召集され、菅は衆議院と参議院の本会議で施政方針演説を行った[298]。緊急事態宣言に関して「ステージ4を早期に脱却する」、ワクチンは「2月下旬までに接種開始できるようにする」と述べた[298][299]。
  - 同日、菅はワクチン接種の総合調整を担当する新型コロナウイルス感染症ワクチン接種推進担当大臣に規制改革担当大臣の河野太郎を充てることを発表した[300]。
- 1月26日、衆議院本会議で第3次補正予算案が可決された[301]。
- 1月27日、参議院予算委員会において、立憲民主党の石橋通宏は感染拡大で生活に苦しむ人について「弱い立場の方にも自助を求めるのか」などと質問した。菅はこれに「政府には最終的には生活保護という仕組みもある。しっかりセーフティーネットを作っていくことが大事だ」と答弁した[302]。
- 1月29日、岸は、感染が拡大し医療体制が逼迫している沖縄県宮古島市へ看護師資格を持つ自衛官ら5人を医療支援として派遣すると発表した。31日から2週間の派遣予定[303]。

#### 2月（2021年）
- 2月2日、政府は緊急事態宣言の期限を前に、感染状況が落ち着いた栃木県は予定期限の2月7日で解除とし、残りの10都府県は3月7日まで期限を延長することを決定[304]、官報に公示された。
- 2月10日、厚生労働省はファイザー社のワクチンにおいて特殊な注射器の不足によりワクチン1つ当たり6回の摂取ではなく5回となることを発表。これによりワクチンの確保量は7200万人分から17%の6000万人程に減少する事になる[305][306]。
- 2月25日、翌26日に予定していた、緊急事態宣言の先行解除に伴う記者会見を見送ることを決めた[307]。内閣記者会は記者会見を開くように26日に要請したが、首相官邸はこの要請を拒否した[308]。これまでの会見では内閣広報官の山田真貴子が司会をしており、この時期に東北新社役職員による総務省幹部接待問題が明らかになったため、野党は「山田氏を隠すためだ」と批判している[309]。
- 2月26日、6府県の緊急事態宣言を前倒し解除することが決定された。諮問委員会では「本当に今、解除して良いのか」などの意見が専門家からあいつぎ、尾身は会議終了後に「強いリバウンド（感染再拡大）への危機感があるから、強い懸念が示された」と述べた[310]。尾身はまた「（前倒し解除について）端的に言って、諸手を挙げて、無条件で賛成ということではなかった」と述べた[311][312]。
- 2月28日、政府は大阪府、京都府、兵庫県、愛知県、岐阜県、栃木県および福岡県で緊急事態宣言を解除[313]。

#### 3月（2021年）
- 3月5日、政府は延長した緊急事態宣言の期限を前に、残りの首都圏4都県を21日まで再度延長することを決定[314]。
- 3月18日、政府は再度延長した残りの首都圏4都県の緊急事態宣言の期限を予定通り21日で解除することを決定[315]。諮問委員会では竹森俊平が「ちまたでも、緊急事態を続けても感染は減らないのだという諦め感が強まっている」と述べるなど、現状の緊急事態宣言の限界を指摘する意見が見られた[316]。尾身は「首都圏はリバウンドの起こる可能性が極めて高い。解除後にこれを防止し、医療や公衆衛生に負担が出るようなことは避けるというのがコンセンサスだ」と説明した[317]。同日、菅は記者会見を開き、感染の再拡大を防ぐための「(1)飲食の感染防止、(2)変異株への対策、(3)モニアリング検査、(4)ワクチン接種、(5)医療体制の強化 という5つの柱」からなる対策方針を決定したと述べた[318]。
- 3月21日、政府は首都圏4都県で緊急事態宣言を解除[319]。

#### 4月（2021年）
- 4月2日、緊急事態宣言解除後に感染が急拡大している大阪府の吉村洋文、兵庫県の井戸敏三、宮城県の村井嘉浩がまん延防止等重点措置の適用を政府に要請したことに対し、菅は「3府県の特定の地域において、感染が急拡大しているため、感染拡大を阻止することが一番大事だ」としてまん延防止等重点措置の適用を正式に決定した[320]。期間は4月5日0時より5月5日までの予定[320]。
- 4月9日、緊急事態宣言解除後に感染が拡大している東京都の小池百合子、京都府の西脇隆俊、沖縄県の玉城デニーがまん延防止等重点措置の適用を政府に要請した[321][322][323] ことに対し、菅は「新規感染者数が増加しており、医療提供体制のひっ迫が懸念されていることなどを踏まえて決定した。20時までの飲食店の時間短縮を行い、罰則を適用できるようにするなど期間と区域を限って緊急事態宣言並みの強い措置を実施する」としてまん延防止等重点措置の適用を正式に決定した[324]。期間は東京都は4月12日から5月11日まで、京都府と沖縄県は4月12日から5月5日までの予定[324]。
- 4月16日、神奈川県の黒岩祐治、愛知県の大村秀章がまん延防止等重点措置の適用を政府に要請した[325][326] ことに対し、政府は左記2県に加え埼玉県と千葉県にまん延防止等重点措置の適用を正式に決定した[327]。なお、同日は菅はアメリカ大統領のジョー・バイデンと日米首脳会談を行うために訪米しており[328]、加藤が代理を務めた上で決定した[327]。期間は4月20日から5月11日までの予定[327]。
- 4月21日、兵庫県は対策本部会議にて医療崩壊の危機があり、井戸が「患者数に減少の兆しがなく医療状況も大変ひっ迫しており、一段高い厳しい対応が迫られている」として政府に緊急事態宣言を要請することを決定した[329]。一方、京都府も緊急事態宣言を要請する方向で調整していると発表した[330]。また、菅は大阪府が緊急事態宣言を要請したことに対し、状況を精査した後に対策の中身を検討し速やかな扱いを判断するとの考えを示し、「大阪府と兵庫県で急速に感染が拡大したほか東京都や神奈川県、埼玉県でも感染者数の増加が続くなど強い危機感を持って対応すべき状況にある」と述べた[331]。
- 4月23日、政府は感染者が増大している東京都、大阪府、京都府、兵庫県に特措法に基づく「新型コロナウイルス感染症緊急事態宣言」の発出を決定した[332]。期間は4月25日から5月11日までの予定[332]。また、愛媛県の中村時広がまん延防止等重点措置の適用を政府に要請した[333] ことに対し、政府は同県松山市に対しまん延防止等重点措置の適用する方針を示した[332]。
  - 同日、菅は記者会見を開いた[334]。
    - 東京オリンピックを開催するか否かを判断する、具体的な基準を示すべきだとの質問に対して、「開催はIOCが権限を持っている。IOCが東京大会を開催することをすでに決めている。」と述べ、開催の判断基準については明言しなかった[335][336]。23日に指名されなかった京都新聞社が「首相自身が開催可否の基準を持ち合わせているのか」「基準とすべき項目があるか」と文書で質問した[337]。これに対して28日の回答では 「IOCは開催を既に決定しており、各国のオリンピック委員会とも確認している。感染対策を徹底し、安全・安心な大会を実現したい」 としており、明確な回答を避けた[337][338]。
    - 高齢者のワクチン接種について、「7月末を念頭に各自治体が2回の接種を終えることができるよう政府を挙げて取り組む」と述べた[339]。
    - 緊急事態宣言の期間が17日間であることについては「過去2回の宣言はいずれも当初1ヶ月であったが、その後に延長された。今回は『必ず2週間で』なのか、『まずは2週間』なのか。『必ず』なら科学的根拠はあるのか。」と質問があった[336]。菅は「今回の宣言対象は、すでに蔓延防止等重点措置を取っている場所である。今から始まる2週間ではなく、今日までまん延防止等重点措置が続いている場所なので、そういう対応をした」と説明した[336]。

#### 5月（2021年）
- 5月7日、政府は4都府県の緊急事態宣言を31日まで延長すると共に、愛知県と福岡県を12日から対象地域に拡大することを決定した。また、まん延防止等重点措置についても31日まで延長すると共に上述した3道県に加える一方、宮城県については対象から外すことを決定した。一方、大規模な商業施設等への休業要請については、東京都と大阪府を除く対象地域では緩和する一方、左記2都府では休業要請を継続する方針を固めた[340][341]。また、兵庫県は大規模な商業施設等への扱いについては、平日は19時までの営業時間短縮を、土・日曜は休業することをそれぞれ要請することを決定した[342]。
- 5月10日、衆議院・参議院の予算委員会で集中審議が行われた。
  - 立憲民主党の山井和則は「ステージ3の感染急増、ステージ4の感染爆発の状況でも、東京オリンピックを開催するのか」と質問した。また同党の蓮舫は「中止や延期について、首相がIOCのバッハ会長に提案、相談できないのか」などと重ねて訪ねた。菅は両氏の質問に対して「選手や大会関係者の感染対策をしっかり講じ、安心して参加できるようにするとともに、国民の命と健康を守っていく」と同じ答弁を繰り返し、明確に回答しなかった[343]。小池晃は委員会後の会見で答弁を「壊れたテープレコーダーみたいだ」と述べた[344]。
- 同日、全国知事会は国への緊急提言をまとめた。現状を「医療崩壊の危機が続く深刻な実態」だと指摘した上で、全国で緊急事態宣言を発令する可能性も視野に入れるべきだと提言した[345][346]。茨城県、石川県、徳島県の各県が蔓延防止等重点措置を要請したが政府が措置を見送ったことを受け、提言では知事の要請で迅速に発動するように求めた[346]。なお、西村は緊急事態宣言の全国への拡大に対し「全国一律に宣言を出せば、感染レベルが抑えられている県でも不要不急の外出自粛などをすることになり、私権の制約を考えれば、慎重に検討する必要がある」として、慎重な姿勢を示した[347]。
- 5月19日、沖縄県では感染拡大が続いているとして、前日に上京した玉城はオンラインで対策本部会議を開いて緊急事態宣言を要請することを決定した[348]。同日の沖縄県の感染者数は203人であった[348]。緊急事態宣言については前日から要請していたが、前日は経済団体の理解が十分得られていないことから結論は見送られていた[348]。
- 5月21日、政府は緊急事態宣言を沖縄県に新たに発出することを決定した[349]。期間は23日から6月20日までの予定[349]。一方、感染状況が落ち着いた愛媛県はまん延防止等重点措置の期限を前倒しの22日で解除することを決定した[349]。
- 5月23日、加藤は「緊急事態宣言下でも東京オリンピックは開催可能」とIOCコーツ氏が発言したが同じ認識かと問われ、明確な見解を示さなかった[350]。
- 5月25日、福岡県は新規感染者数が減少傾向にあるものの、医療提供体制が改善されていないとして、政府に緊急事態宣言の延長を要請した[351]。
- 5月26日、東京都は新規感染者数が減少傾向にあるものの、25日までの7日間の平均は600人余りであることから政府に緊急事態宣言の再延長を要請する方針を固めた[352]。また、大阪府、京都府、兵庫県も新規感染者数が減少傾向にあるものの、医療提供体制が改善されていないとして、政府に緊急事態宣言の再延長を要請することを決定した[353]。また、北海道も新規感染者数が緊急事態宣言発出後も増加傾向にあるとして政府に延長を要請した[354]
  - 同日、オンライン会議にて東京都は緊急事態宣言を、埼玉県、神奈川県、千葉県はまん延防止等重点措置をそれぞれ再延長するよう政府に共同で要請した[355]。
- 5月28日、政府は9都道府県に発出している緊急事態宣言を6月20日まで延長することを決定した[356]。9都道府県のうち、東京都、大阪府、京都府、兵庫県は再延長となる[357]。23日から発出した沖縄県の期限にそろえる形とした[358]。また、まん延防止等重点措置についても埼玉県、千葉県、神奈川県、岐阜県、三重県はそれぞれ6月20日まで延長する一方、群馬県、石川県、熊本県は6月13日をもって解除することを決定した[356]。このうち、埼玉県、千葉県、神奈川県は再延長となる。

#### 6月（2021年）
- 6月2日には菅と公明党代表の山口那津男が会談し、6月16日に会期末を迎える今国会を延長しない方針を確認した[359]。これに対して野党側は、議論すべき課題が山積しているとして、会期延長を求める方針である[360]。
- 6月9日、党首討論が2年ぶりに行われた[361]。
  - 討論の中で、新型コロナウイルスのワクチン接種について「8日は100万回」を超えてきたと述べた。しかしこれは複数日分の摂取回数が含まれておりミスリードである[362]。
- 6月10日、政府は10都道府県（沖縄県を除く9都道府県は延長）の緊急事態宣言を20日で解除することを決定し、東京都や大阪府などの大半の地域については21日よりまん延防止等重点措置の適用への移行の検討を進めることにした[363]。期間は21日から東京オリンピックが開幕される7月23日までを想定する上で、飲食店に対する営業時間の短縮要請等の対策を継続するとしている[363]。
- 6月13日、政府は群馬県、石川県、および熊本県でまん延防止等重点措置の適用を解除[364]。
- 6月15日、立憲民主党・共産党・国民民主党・社民党の野党4党が提出した内閣不信任決議案が採決され、自民・公明両党と日本維新の会などの反対多数で否決された[365][366]。不信任案では菅内閣について「新型コロナウイルス感染症への対応で失策を重ね続けている」「『アベノマスク』や『GoToキャンペーン』に象徴される的外れ、非科学的、後手後手、支離滅裂、朝令暮改の対応に終始、緊急事態宣言とその解除を何度も繰り返す事態に陥った」と批判した[365][367]。
- 6月20日、政府は沖縄県を除く9都道府県で緊急事態宣言を解除[368]。
- 6月21日、政府は岡山県と広島県を除く7都道府県をまん延防止等重点措置の適用へ移行[368]。期間は7月11日までの予定[368]。

#### 7月（2021年）
- 7月7日、大阪府は対策本部会議にて、感染が再拡大する兆候が見られるとして飲食店への営業時間短縮要請等の対策を継続する必要があることから、吉村は政府にまん延防止等重点措置を要請した[369]。これに対し、政府は延長する可否および適用期間を検討する見通し[369]。
  - 同日、政府は東京都に緊急事態宣言を再発出する方向で調整に入った[370]。また、沖縄県も緊急事態宣言を再延長する方向で調整に入った[370]。また、飲食店における酒類提供については、首都圏1都3県で一律停止を求める[370]。また、まん延防止等重点措置については、延長を要請していた大阪府を含めた4府県では8月22日まで延長（このうち首都圏3県は再延長）とし、残りの5道府県は11日をもって解除する見通し[370]。菅は関係閣僚との協議後に「東京の新規感染者数は増加傾向にあるため、感染者数および病床の状況を踏まえ万全の体制をとって感染を抑えていきたい」と述べた[370]。
- 7月8日、政府は東京都に緊急事態宣言を再発出し、沖縄県についても再延長することを決定した[371]。期間は東京都は12日から8月22日まで、沖縄県も8月22日までの予定[371]。一方、まん延防止等重点措置を適用している千葉県、神奈川県、埼玉県、大阪府については期限を延長（このうち首都圏3県は再延長）し、期間は同じく8月22日までの予定とし[371]、残りの5道府県は11日をもって解除する方針[371]。12日以降の対策は以下の通り。
  - ワクチンの接種を急速化し、期限通り解除できるようにする[372]。
  - 夏において人流が増えることを予測し、改定した基本的対処方針においても不要不急の帰省や旅行など都道府県間の移動を控えるように促す[372]。
  - 飲食店における酒類提供の対策を強化し、緊急事態宣言の対象地域では休業を含めて提供の一律停止を要請し、まん延防止等重点措置の対象地域では原則停止とする[372]。後者は知事の判断では19時までは提供可能とする[372]。なお、20時前の時短営業を要請または継続し、応じた飲食店には協力金を先渡しとする[372]。従わない飲食店には30万円以下の罰則を科すことになる[372]。
  - 大型商業施設については、緊急事態宣言の対象地域では20時までの時短営業を要請または継続し、まん延防止等重点措置の対象地域では知事の判断で時短営業を要請する[372]。
  - 大規模イベントについては、上限かつ5000人かつ収容率50%までとする[372]。緊急事態宣言の対象地域では21時までの時短営業、後者は知事の判断で時短営業を要請する[372]。
- 同日、政府や東京都、東京オリンピック・パラリンピック競技大会組織委員会、国際オリンピック委員会（IOC）、国際パラリンピック委員会（IPC）により行われた5者協議では、1都3県の東京オリンピック会場では無観客で開催することを決定した[373]。その後、北海道と福島県も無観客で開催することを決定した[374]。
- 7月11日、政府は北海道、愛知県、京都府、兵庫県、福岡県でまん延防止等重点措置の適用を解除[375]。
- 7月16日、立憲民主、共産、国民民主、社民の4党は、新型コロナウイルス対策を議論する必要があるとして、憲法53条に基づき臨時国会の召集を求める要求書を提出した[376]。政府・与党はこれに応じない考えである[376]。
- 7月29日、政府は緊急事態宣言を埼玉県、神奈川県、千葉県に加え、大阪府に発出する方針を固めた[377]。期間は8月2日から31日までの予定[377]。また、既に発出している東京都と沖縄県についても追加に合わせ8月31日まで延長する方針を固めた（沖縄県は3度目の再延長）[377]。また、北海道、石川県、京都府、兵庫県、福岡県にまん延防止等重点措置を適用する方針を固め、期間は8月2日から31日までの予定[378]。
- 7月30日、政府は緊急事態宣言を埼玉県、神奈川県、千葉県、大阪府に発出することを決定した[379]。期間は8月2日から31日までの予定[379]。東京都と沖縄県についても8月31日まで延長することを決定した（沖縄県は上記の通り再延長）[379]。また、北海道、石川県、京都府、兵庫県、福岡県にまん延防止等重点措置を適用することを決定し、期間は同じく8月2日から31日までの予定[379]。

#### 8月（2021年）
- 8月1日、全国知事会はテレビ会議を開き、夏休み期間中に都道府県をまたぐ移動を中止もしくは延期することを国民に呼びかけた[380]。やむを得ず移動する際はPCR検査を事前に受けるよう呼びかけた[381]。
- 8月2日、政府は医療提供体制について、入院は重症患者や重症化リスクが高い人に重点化した上で、それ以外に当たる人は自宅療養を基本とした方針とした[382]。これは、感染者が急増している地域での入院に関する対応としている[382]。詳しくは日本における2019年コロナウイルス感染症の流行状況#「第5波」感染拡大に伴う政府の自宅療養への方針転換を参照。
- 8月5日、政府はまん延防止重点措置の適用に福島県、茨城県、栃木県、群馬県、静岡県、愛知県、滋賀県、熊本県を加えることを決定した[383]。期間は8日から31日までの予定[383]。菅は対策本部にて「首都圏をはじめとする地域の多くで、これまでに経験したことのない感染拡大が進んでおり、感染力の強いデルタ株への置き換わりが急速に進み、東京都では9割に達し、地域の多くでは7、8割に達していると言われている。感染者数の急速な増加に伴い、これまで低く抑えられていた重症者数も増加しつつある」と指摘した[383]。
- 8月17日、政府は6都府県に発出している緊急事態宣言を9月12日まで延長（上記の通り2都県は再延長）すると共に、茨城県、栃木県、群馬県、静岡県、福岡県、京都府、兵庫県にそれぞれ発出することを決定した[384]。また、まん延防止重点措置についても、適用中の10道県についても9月12日まで延長すると共に、宮城県、山梨県、富山県、岐阜県、三重県、岡山県、広島県、香川県、愛媛県、鹿児島県を加えることを決定した[384]。いずれも期間は20日から9月12日までの予定[384]。
- 8月25日、政府は緊急事態宣言の発出に北海道、宮城県、岐阜県、愛知県、三重県、滋賀県、岡山県、広島県をそれぞれ追加し、まん延防止等重点措置についても、高知県、佐賀県、長崎県、宮崎県をそれぞれ追加することを決定した[385]。期間は27日から9月12日までの予定[385]。

#### 9月（2021年）
- 9月8日、政府分科会は緊急事態宣言の解除基準案を以下の通りまとめた[386]。
  - 病床使用率および重症病床使用率がそれぞれ50%未満である場合[386]。
  - 入院率が改善傾向にある場合[386]。
  - 重症者数と中等症者数が継続して減少傾向にある場合[386]。
  - 自宅療養者数および療養等調整中の人数の合計値が、大都市圏にて60人/10万人程度に向かって確実に減少している場合[386]。
  - 救急搬送困難事案が、大都市圏で減少傾向にある場合も確認する[386]。
  - 新規陽性者数が2週間程度継続し安定的に下降傾向にある場合を前提とする[386]。
- 9月12日、政府は宮城県と岡山県で緊急事態宣言を解除[387]。また、富山県、山梨県、愛媛県、高知県、佐賀県、長崎県でまん延防止等重点措置の適用を解除[387]。
- 9月13日、政府は宮城県と岡山県をまん延防止等重点措置の適用へ移行[387]。期間は30日までの予定[387]。
- 9月23日、政府はワクチン接種が進んでいることから10月より行動制限を緩和する実証実験を行うとした[388]。内容は以下の通り。
  - 実験を行う場所は、飲食店やコンサートホール、ライブハウス等を中心とする方針[388]。
    - 飲食店については、2回ワクチン接種済みの証明および検査の陰性証明をそれぞれ確認し、接種済みである人と接種していない人に対し、店内を利用できるエリアを分ける[388]。証明書した持参した利用者には店側がクーポン券等を付与可能とする[388]。

  - 期間は10月中の2週間から3週間とする方針[388]。
- 9月26日、田村は『日曜討論』（NHK総合）に出演し、「新規感染者の減少傾向は止まっていない。この状況で行けば、9月末での緊急事態宣言の解除は実現できると思っている」と述べた[389]。
- 9月28日、政府は19都道府県に発出している緊急事態宣言および8県に適用しているまん延防止等重点措置をいずれも30日で解除することを決定した[390]。全面的に解除とし、前者はまん延防止等重点措置への移行はしないため、全国において緊急事態宣言およびまん延防止等重点措置が出されない状況は4月4日以来となる[390]。
- 9月30日、政府は19都道府県で緊急事態宣言、8県でまん延防止等重点措置をいずれも解除[391]。

#### 10月（2021年）
- 10月25日、1都3県と大阪府は飲食店への営業時間短縮の要請を解除した[392]。

#### 11月（2021年）
- 11月1日、沖縄県は飲食店への営業時間短縮の要請を解除した[393]。これにより、全国において飲食店における制限がほぼ解除された[393]。
- 11月12日、内閣官房に設置されていた「新型コロナウイルス感染症対策推進室」「新型インフルエンザ等対策室」「国際感染症対策調整室」を「新型コロナウイルス等感染症対策推進室」に統合[394]。
- 11月29日、南アフリカで変異株となるオミクロン株が確認されたことを受け、翌30日0時より全世界からの外国人の入国を原則停止することを内閣総理大臣の岸田文雄が表明した[395]。

#### 12月（2021年）
- 12月24日、経済再生担当大臣の山際大志郎は国内でのオミクロン株の感染拡大を受けて「感染爆発を抑えるために、どうしても必要であれば、行動制限をお願いすることもあり得る」と述べた[396]。

### 2022年

#### 1月（2022年）
- 1月4日、沖縄県にて感染者数が急速に再拡大しているとして、玉城は官房長官の松野博一と電話で会談し、専門家などの意見を聞いた上でまん延防止等重点措置の要請を検討することを示した[397]。これに対し松野は正式に要請があった場合は速やかに適用することを検討することを進めると応じ、アメリカ合衆国海兵隊の基地であるキャンプ・ハンセンにおける感染拡大についても、アメリカ軍への働きかけ等の不安解消に向け努力を続けるとした上で、沖縄県との情報共有も進めていくことを示した[397]。
- 1月6日、感染者数が急速に再拡大しているとして、沖縄県、山口県、広島県が政府に対し、まん延防止等重点措置を適用するよう要請した[398]。これに対し政府は自治体と連携した上で、7日に正式決定する見通し[398]。
- 1月7日、政府は沖縄県、山口県、広島県に対しまん延防止等重点措置を適用することを決定した[399]。期間は9日から31日までの予定[399]。岸田はこれに対し「全国の新規感染者数は、年末年始にかけて増加しており、オミクロン株の市中感染の発生も各地で明らかになっている。政府としても3県の感染拡大に早急に対応する必要があると判断した」と述べた上で、各県の知事の判断により酒類の提供を停止が可能となる重点措置の内容を強化する考えも示した[399]。一方、同じく感染者数が再拡大傾向にある東京都と大阪府については同日の時点では見送りとした[400]。
- 1月19日、政府は東京都、群馬県、埼玉県、千葉県、神奈川県、新潟県、岐阜県、三重県、香川県、長崎県、熊本県、宮崎県にまん延防止等重点措置の適用を追加することを決定した[401]。この措置では、ワクチン接種証明書もしくは陰性証明書の提示により飲食店やイベントでの人数制限を緩和する「ワクチン・検査パッケージ」についても原則一時停止とするが、各知事の判断によって利用継続も可能とする[401]。
- 1月25日、政府は北海道、青森県、山形県、福島県、茨城県、栃木県、石川県、長野県、静岡県、京都府、大阪府、兵庫県、島根県、岡山県、福岡県、佐賀県、大分県、鹿児島県にまん延防止等重点措置の適用を追加することを決定した[402]。左記18道府県の期間は27日から2月20日までの予定で、既に適用されている広島県、山口県、沖縄県については2月20日まで延長することを決定した[402]。

#### 2月（2022年）
- 2月3日、政府は和歌山県にまん延防止等重点措置の適用を追加することを決定した[403]。期間は5日から27日までの予定[403]。
- 2月17日、政府は北海道、青森県、福島県、茨城県、栃木県、石川県、長野県、静岡県、大阪府、京都府、兵庫県、和歌山県、岡山県、広島県、福岡県、佐賀県、鹿児島県に適用しているまん延防止等重点措置の期間を3月6日まで延長することを決定した[404]。一方、山形県、島根県、山口県、大分県、沖縄県については20日で解除することを決定した[404]。
- 2月20日、政府は山形県、島根県、山口県、大分県、沖縄県でまん延防止等重点措置を解除[405]。

#### 3月（2022年）
- 3月6日、政府は福島県、新潟県、長野県、三重県、和歌山県、岡山県、広島県、高知県、福岡県、佐賀県、長崎県、宮崎県、鹿児島県でまん延防止等重点措置を解除[406]。
- 3月10日、政府はまん延防止等重点措置適用期間中における大規模イベントの人数制限について、大声を出さないなどといった感染防止計画を作成することを条件として撤廃する方針を固めた[407]。11日に専門家による新型コロナ対策分科会で方針を示す見通し[407]。
- 3月11日、政府の新型コロナ対策分科会は新規感染者数が高止まりの状況であっても解除可能といった、新たな方針を示した[408]。示された方針は以下の通り。
  - 18都道府県に適用中のまん延防止等重点措置については、社会経済活動への負荷が大きいなどとして、新規感染者数が高止まりや微増の傾向を示す場合であっても、病床使用率や医療への負荷が低くなっていくことが見込まれる場合[408]。
  - 病床使用率および重症病床使用率が50%を超えた場合でも低下していくことが見込まれる場合に解除可能とする[408]。
  - まん延防止等重点措置の適用対象地域で2万人としている大規模イベントの人数制限を、感染防止計画の作成を条件として撤廃する方針も合わせて示した[408]。
- 3月21日、政府は18都道府県でまん延防止等重点措置を解除[409]。

#### 5月（2022年）
- 5月20日、後藤は記者会見において、屋外において周囲との距離が十分とれない場合であっても会話が少ない場合は、マスク着用が必ず必要ないとの見解を発表した[410]。政府が示した具体的な見解は以下の通り。
  - 屋外においては周囲と2メートル以上の距離が確保できないとしても、会話をほとんど行わない場合にはマスク着用は必要ないと発表した[410]。その具体的な事例として、徒歩での通勤等、屋外で他人とすれ違うような場合を挙げ、電車およびバスでの通勤・通学においては会話をほとんど行わない場合でもマスク着用を推奨するとした[410][411]。
  - 未就学児のマスク着用についても言及し、2歳未満は引き続きマスク着用は推奨せず、2歳以上で就学前の子どもであっても、一律にマスク着用については求めないとした[410]。
- 5月23日、政府は新型コロナウイルス感染症対策の基本的対処方針を改定し、マスク着用について政府見解を示した[412]。政府が示した具体的な見解は以下の通り。
  - 屋外と同じく、屋内においても周囲と2メートル以上の距離が確保できる場合や会話をほとんど行わない場合にはマスク着用は必要ないと発表した[412]。
  - 学校においては、身体的距離が十分に確保できる場合や体育の授業ではマスク着用の必要はないと発表した[413]。ただし、運動部の部活動については、競技によってはマスク着用を求めている場合もあることから、各競技団体のガイドラインを基に判断するようにしてもらうとした[413]。

#### 7月（2022年）
- 7月29日、政府は「BA.5対策強化宣言」を新設することを決定した[414]。この宣言は、「病床使用率が50%または昨冬のピーク時を超える」「入院患者がおおむね中等症以上等の入院を必要とする者」に該当する等、医療の負荷が増大されると認めた場合としている[415]。各都道府県はこの宣言を出すことにより、ワクチンの早期接種、および無料検査の積極活用等を住民に呼びかけるほか、高齢者や基礎疾患のある人に対し混雑した場所等の感染リスクが高いとされる場所への外出自粛の要請も行うものである[415]。

#### 8月（2022年）
- 8月24日、岸田首相はオンライン記者会見で、感染者の増大で保健所や医療機関の負担となっている新型コロナウイルス感染者の「全数把握」について、「発熱外来や保健所業務が相当に逼迫した地域では、緊急避難措置として、自治体の判断で患者届け出の範囲を、高齢者や重症リスクがある人などに限定することを可能とする」と改めることを表明した。また、入国・帰国者全員に提示を義務づけている陰性証明書について、ワクチンの3回目接種証明を条件に、9月7日から不要とする方針を明らかにした[416]。なお「全数把握」の把握緩和に関しては、翌25日の厚生労働省令116号の「医師の届出の特例」として改正されている[417]。

### 2023年

#### 1月（2023年）
- 1月20日、岸田首相は新型コロナウイルスの感染症法上の位置付けを2類相当から季節性インフルエンザと同じ5類に移行する方針を決定した[418]。
- 1月27日、厚生科学審議会感染症部会を開き、COVID-19については、現在の2類相当から5類に引き下げるとの政府方針を了承した[419]。岸田首相は新型コロナウイルス感染症対策本部を開き、新型コロナの感染症法上の分類について、5月8日に現在の2類相当から季節性インフルエンザと同じ5類に引き下げる方針を正式決定した[420]。また、岸田首相はプロスポーツや大規模イベントに関する収容人数制限の緩和も決定し、声援などの大声ありの場合は収容率の50%とする上限を撤廃して100%とする方針を固めた。マスク着用についても、現在は屋内では人と2メートル以上の距離を確保でき、ほとんど会話をしない場合を除き着用を推奨しているが、5類への移行を踏まえて屋内でも一律の着用を求めずに個人の判断に委ねることとした[421]。

#### 2月（2023年）
- 2月10日、岸田首相は新型コロナウイルス対策本部を開き、3月13日からマスクの着用について屋内外を問わず「個人の判断」とすることを正式決定した[422][423][424][425]。卒業式は原則マスク未着用とし、医療機関、ラッシュ混雑時などはマスク推奨とする[422][423][424][425]。

#### 4月（2023年）
- 2023年4月28日 - 厚生労働省令第七十四号により、COVID-19は五類感染症に変更された[6]。